# سان فرانسيسكو 49
سان فرانسيسكو: فريق في قسم NFC الغربي بالدوري كرة القدم الأمريكية وقد حصل الفريق على لقب الدوري خمسة مرات. وملعب الفريق الرسمي هو ملعب كانديلستيك بارك.

## خلفيّة
يُعتبر فريق سان فرانسيسكو 49 – ويُشار له أحيانًا بـ 49 فقط – فريق كرة قدم أمريكي محترف يقع في منطقة خليج سان فرانسيسكو. يتنافس فريقُ السان فرانسيسكو 49 في الدوري الوطني لكرة القدم (NFL) وعضو في المؤتمر الوطني لكرة القدم الأمريكية (NFC) في القسم الغربي. يلعب الفريق مبارياته على أرضه في ملعب ليفاي في سانتا كلارا، كاليفورنيا، الواقع على بعد 38 ميل (61 كـم) جنوب شرق سان فرانسيسكو. يأتي اسم «سان فرانسيسكو 49» من المنقبين الذين وصلوا إلى شمال كاليفورنيا في حمى ذهب كاليفورنيا. تأسَّس الفريق في عام 1946 كعضو مستأجر في مؤتمر عموم أمريكا لكرة القدم (AAFC) وانضم إلى اتحاد كرة القدم الأميركي في عام 1949 عندما اندمجت البطولات. كان السان فرانسيسكو 49 أول فريق امتياز رياضي للمحترفين في الدوري الرئيسي مقره في سان فرانسيسكو وهو العاشر أقدم امتياز في اتحاد كرة القدم الأميركي. الفريق مسجل قانونيًا ومؤسسيًا باسم سان فرانسيسكو فورتي ناينرز. بدأ الفريق اللعب في ملعب كيزار في سان فرانسيسكو قبل أن ينتقل إلى كاندلستيك بارك في عام 1971 ثم إلى ملعب ليفي في سانتا كلارا في عام 2014. منذ عام 1988، يقع المقر الرئيسي لسان فرانسيسكو 49 في سانتا كلارا.
فاز السان فرانسيسكو 49 بخمس بطولات سوبر بول بين عامي 1981 و1994. جاء أربعة من هؤلاء في الثمانينيات بقيادة عدد من لاعبي قاعة المشاهير بما في ذلك جو مونتانا وجيري رايس وروني لوت وستيف يونغ وتشارلز هالي وفريد ديان والمدربين بيل والش وجورج سيفرت. لقد لعبوا في مجموع 7 سوبر باول والتي احتلت المرتبة الثالثة على الإطلاق في الدوري الوطني لكرة القدم الأمريكية. لقد كانوا أبطال الدوري 20 مرة بين 1970 و 2019، مما يجعلهم أحد أنجح الفرق في تاريخ اتحاد كرة القدم الأميركي. احتل السان فرانسيسكو 49 المرتبة الرابعة على الإطلاق في الانتصارات الفاصلة (32) وشاركوا في تصفيات الدوري 27 مرة: 26 مرة في اتحاد كرة القدم الأميركي ومرة واحدة في مؤتمر عموم أمريكا لكرة القدم. لقد لعبوا أيضًا في معظم مباريات بطولة المؤتمر الوطني لكرة القدم الأمريكية (16) التي استضافت 10 منهم، وهو أيضًا رقم قياسي في المؤتمر الوطني لكرة القدم الأمريكية. حقق الفريق العديد من سجلات الدوري الوطني لكرة القدم الأمريكية البارزة، بما في ذلك معظم المباريات المتتالية التي فاز بها خارج الأرض (18)، وسجلت معظم النقاط في موسم واحد بعد انتهاء الموسم (131)، وقادت معظم المواسم المتتالية الدوري في التسجيل (4)، وسجلت معظم المباريات المتتالية (420 مباراة، 1979-2004)، معظم الأهداف الميدانية في موسم واحد (44)، فازت معظم المباريات في موسم واحد (18) مع معظم اللمسات (8) وسجلت النقاط (55) في سوبر بول. وفقًا لمجلة فوربس، فإن الفريق هو سادس أكثر الفرق قيمة في دوري كرة القدم الأمريكية، حيث بلغت قيمته 3.05 مليار دولار في سبتمبر 2019. في عام 2020، احتل فريق السان فرانسيسكو 49 فريقًا المرتبة 12 في المرتبة 12 من بين أكثر الفرق الرياضية قيمة في العالم، خلف لوس أنجلوس رامز وفوق فريق شيكاغو بيرز. في عام 2018، أعلن فرع المؤسسات المكون من فريق سان فرانسيسكو 49 أنهم اشتروا حصة ملكية بنسبة 15٪ في نادي كرة القدم الإنجليزي ليدز يونايتد. في عام 2021، تمت زيادة هذه الحصة إلى 37٪.

## التاريخ

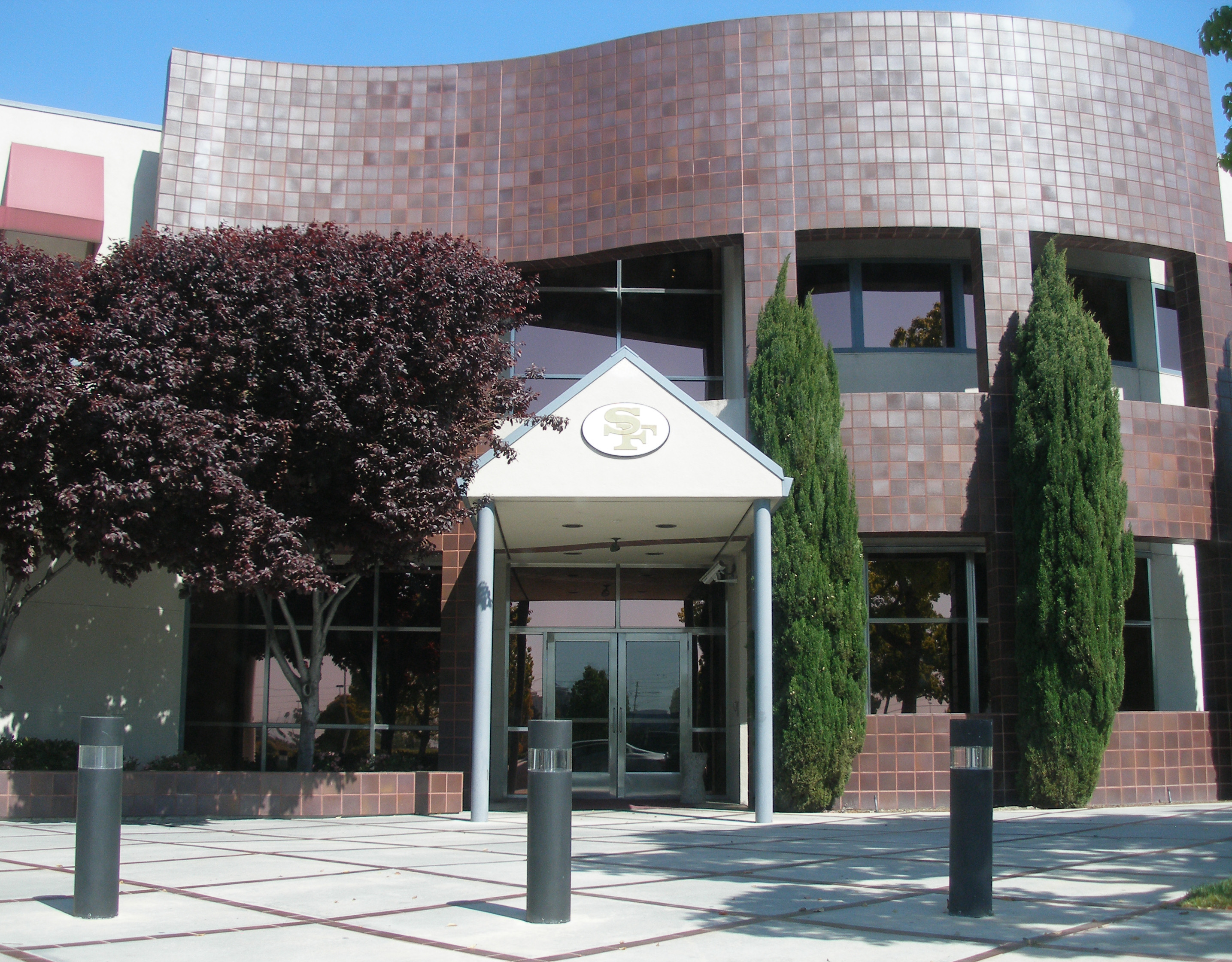
مقر فريق سان فرانسيسكو 49 في سانتا كلارا

### 1946-1978: السنوات الأولى
كان فريق سان فرانسيسكو 49، وهو عضو أصلي في مؤتمر أمريكا لكرة القدم الجديد (AAFC)، أول فريق رياضي محترف في الدوري الرئيسي مقره في سان فرانسيسكو، وواحدًا من أولى الفرق الرياضية المحترفة في الدوري الرئيسي على ساحل المحيط الهادئ. في عام 1946، انضم الفريق إلى فريق لوس أنجلوس دونز من مؤتمر أمريكا لكرة القدم ولوس أنجيليس رامز من الدوري الوطني لكرة القدم المنافس كأول ثلاثة فرق تلعب رياضة «الأربعة الكبار» في غرب الولايات المتحدة، وأصبحت في النهاية جزءًا من اتحاد كرة القدم الأميركي أنفسهم في عام 1950.

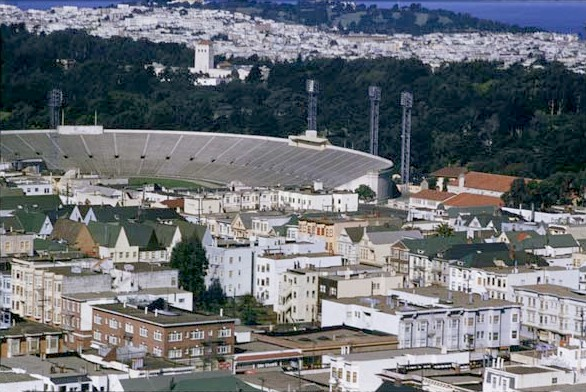
استاد كيزار ملعب الفريق من 1946-1970

في عام 1957، تمتع السان فرانسيسكو 49 بأول نجاح مستدام لهم كأعضاء في اتحاد كرة القدم الأميركي. بعد خسارة المباراة الافتتاحية للموسم، فاز السان فرانسيسكو 49 بثلاثتهم التالية ضد رامز، بيرز، وباكرز قبل العودة إلى ملعب كيزار لمباراة ضد شيكاغو بيرز في 27 أكتوبر 1957. السان فرانسيسكو 49 سقطوا خلف الدببة 17-7. بشكل مأساوي، صاحب سان فرانسيسكو 49 توني مورابيتو (1910-1957) انهار بنوبة قلبية وتوفي أثناء المباراة. علم لاعبو فريق سان فرانسيسكو 49 بوفاته بين الشوطين عندما تلقى المدرب فرانكي ألبرت ملاحظة بكلمتين: «توني ذهب». مع الدموع تنهمر على وجوههم، وتحفيزهم للفوز لمالكهم الراحل، سجل اللاعبون السان فرانسيسكو 49 14 نقطة بدون إجابة للفوز بالمباراة، 21-17. وحقق اعتراض ديكي مويجل في وقت متأخر من المباراة في منطقة النهاية الفوز. بعد وفاة توني، انتقلت ملكية سان فرانسيسكو 49 إلى فيكتور مورابيتو (1919-1964) وأرملة توني، جوزفين ف.مورابيتو (1910-1995). تم تعيين المساعد الخاص لسان فرانسيسكو 49 مورابيتوس لويس سبيديا (1921-2013) مديرًا عامًا.

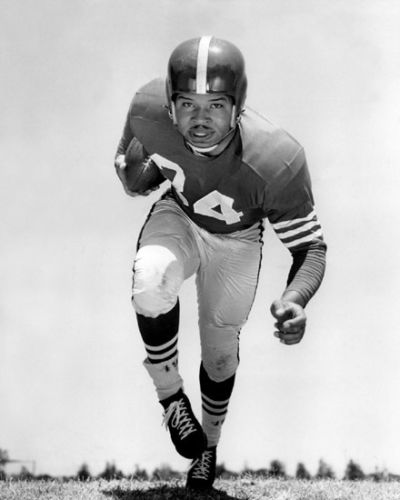
لعب جو بيري لسان فرانسيسكو 49 لمدة 14 موسمًا

خلال عقد الخمسينيات من القرن الماضي، اشتهر السان فرانسيسكو 49 بما يسمى بـ «ميليون دولار باكفيلد»، والذي يتألف من أربعة أعضاء مستقبليين في قاعة المشاهير: قورتربك يا تيتل وظهورهم جون هنري جونسون، هاف ماكهيني، وجو بيري. لقد أصبحوا الملاعب الخلفي الوحيد الذي تم إدخاله في قاعة مشاهير كرة القدم المحترفين. في معظم الأعوام الثلاثة عشر التالية، كان الأشخاص السان فرانسيسكو 49 يحومون حول 0.490، باستثناء عامي 1963 و 1964 عندما ذهبوا 2-12 و4-10 على التوالي. من بين اللاعبين الأساسيين في هؤلاء السان فرانسيسكو 49 كين ويلارد، ووسط الظهير جون برودي، ورجل خط الهجوم بروس بوسلي. خلال هذا الوقت، أصبح سان فرانسيسكو 49 أول فريق الدوري الوطني لكرة القدم الأمريكية يستخدم تشكيل البندقية. تم تسميته من قبل الرجل الذي ابتكر التشكيلة بالفعل، مدرب فريق سان فرانسيسكو 49، ريد هيكي، في عام 1960. تم تصميم التشكيل، حيث يصطف لاعب الوسط على بعد سبع ياردات خلف المركز، للسماح للوسط الظهير بوقت إضافي للرمي. تم استخدام التشكيل لأول مرة في عام 1960 ومكّن فريق سان فرانسيسكو 49 من التغلب على فريق بالتيمور كولتس، الذين لم يكونوا على دراية بالتشكيل.
في عام 1961، باستخدام البندقية بشكل أساسي، انطلق السان فرانسيسكو 49 في بداية سريعة 4-1، بما في ذلك إغلاقان في أسابيع متتالية. في مباراتهم السادسة واجهوا شيكاغو بيرز، الذين من خلال تحريك اللاعبين بالقرب من خط المشاجرة واندفاع لاعب الوسط، تمكنوا من هزيمة البندقية وفي الواقع طردوا فريق سان فرانسيسكو 49، 31-0. على الرغم من أن السان فرانسيسكو 49 ذهبوا فقط 3-5-1 لبقية الطريق، إلا أن البندقية أصبحت في النهاية عنصرًا في معظم هجمات الفريق وهي تشكيل تستخدمه فرق كرة القدم على جميع المستويات. في عام 1962، شهد سان فرانسيسكو 49 موسمًا محبطًا حيث فازوا بـ 6 مباريات فقط في ذلك العام. لقد فازوا بمباراة واحدة فقط على ملعب كيزار بينما فازوا على الطريق بخمس من أصل سبع مباريات. بعد نشره رقما قياسيا خاسرا في عام 1963. توفي فيكتور مورابيتو في 10 مايو 1964 عن عمر يناهز 45 عامًا. كان موسم 1964 حملة خاسرة أخرى. وفقًا للكتاب السنوي التاسع والأربعين لعام 1965، كان المالكون المشاركون للفريق هم: السيدة. جوزفين ف.مورابيتو فوكس، سيدة. جين مورابيتو، سيدة. أوهايو هينتزلمان، لورانس ج. بورسيل، والسيدة. وليام أوجرادي، وألبرت جيه. روفو، وفرانكلين ميولي، وفرانكي ألبرت، ولويس جي سباديا، وجيمس جينيلا. انتعش فريق 1965 سان فرانسيسكو 49 بشكل جيد لينتهي بتسجيل 7-6-1. قادهم في ذلك العام جون برودي، الذي عاد بعد تعرضه للإصابات ليصبح أحد أفضل مارة اتحاد كرة القدم الأميركي من خلال رمي 3112 ياردة و 30 هبوطًا. في عام 1966، عينت أرامل مورابيتو لو سباديا، رئيس الفريق. لموسم 1968، استأجرت سان فرانسيسكو 49 كمدربهم الرئيسي ديك نولان، الذي كان توم لاندري المنسق الدفاعي مع دالاس كاوبويز. كان أول موسمان لنولان مع سان فرانسيسكو 49 قد ذهبوا إلى حد كبير مثل العقد السابق، مع سان فرانسيسكو 49 ذهبوا 7-6-1 و4-8-2.
بدأ فريق سان فرانسيسكو 49 موسم 1970 7-1-1، وخسرتهم الوحيدة بفارق نقطة واحدة أمام أتلانتا. بعد الخسارة أمام ديترويت ولوس أنجلوس، فاز فريق 49 لاعبا بمباراتيه التاليتين قبل نهاية الموسم ضد أوكلاند رايدرز. بدخول اللعبة، كان لدى سان فرانسيسكو 49 تقدمًا في نصف المباراة على رامز وكانوا بحاجة إما للفوز أو للعمالقة لهزيمة الكباش في نهايتهم لمنح السان فرانسيسكو 49 لقبهم الأول على الإطلاق.
في بداية المباراة، تم سحق العمالقة من قبل الكباش 31-3، مما أجبر فريق سان فرانسيسكو 49 على الفوز في مباراتهم لانتزاع الدرجة. في الظروف الرطبة والممطرة في أوكلاند، سيطر السان فرانسيسكو 49 على رايدرز، 38-7، مما أعطى السان فرانسيسكو 49 لقبهم الأول الذي جعلهم أبطال المؤتمر الوطني لكرة القدم الأمريكية ويست. فاز فريق سان فرانسيسكو 49 بمباراتهم الفاصلة على مستوى الأقسام 17-14 ضد حامل اللقب مينيسوتا فايكنغز، وبذلك أقاموا مباراة ضد فريق دالاس كاوبويز في بطولة المؤتمر الوطني لكرة القدم الأمريكية. في المباراة الأخيرة على أرضه لـ فريق سان فرانسيسكو 49 في ملعب Kezar، واصل السان فرانسيسكو 49 مواكبة فريق دالاس كاوبويز قبل الخسارة، 17-10 مما أدى إلى ذهاب كوبويز إلى سوبر باول V. أرسل السان فرانسيسكو 49 خمسة لاعبين إلى برو باول في ذلك الموسم، بما في ذلك لاعب الوسط المخضرم جون برودي، وجين واشنطن، والظهير ديف ويلكوكس. حصل نولان أيضًا على لقب مدرب العام في دوري كرة القدم الأمريكية لعام 1970. بعد موسم 1970، انتقل فريق سان فرانسيسكو 49 من ملعب كيزار إلى ملعب كانديلستيك بارك. على الرغم من كونه يقع على مشارف المدينة، إلا أن كانديلستيك بارك منح سان فرانسيسكو 49 مرفقًا أكثر حداثة مع المزيد من وسائل الراحة التي كان من السهل على المشجعين الوصول إليها عن طريق الطريق السريع. :166
فاز السان فرانسيسكو 49 باللقب الثاني على التوالي في عام 1971 برقم 9-5. فاز فريق 49 مرة أخرى بمباراتهم الفاصلة على مستوى الأقسام، وهذه المرة ضد فريق واشنطن ريدسكينس بنتيجة 24-20 النتيجة النهائية. أقام هذا مباراة العودة ضد دالاس كاوبويز في لعبة بطولة المؤتمر الوطني لكرة القدم الأمريكية، هذه المرة لعبت في دالاس. على الرغم من أن الدفاع أوقف رعاة البقر مرة أخرى، إلا أن هجوم سان فرانسيسكو 49 كان غير فعال وتغلب بطل سوبر باول كوبويز على 49 مرة أخرى، 14-3. في عام 1971، حقق ثمانية لاعبين من فريق سان فرانسيسكو 49 لقب برو باول، بما في ذلك الظهير الدفاعي جيمي جونسون وجين واشنطن، وكلاهما للسنة الثانية على التوالي، بالإضافة إلى النهاية الدفاعية سيدريك هاردمان، التي تراجعت عن فيك واشنطن، ورجل الخط الهجومي فورست بلو.
فاز فريق سان فرانسيسكو 49 بلقب المؤتمر الوطني لكرة القدم الأمريكية ويست للمرة الثالثة على التوالي في عام 1972 مع خمسة انتصارات في آخر ست مباريات، مما يجعلهم الامتياز الوحيد الذي فاز بألقابهم الثلاثة الأولى بعد اندماج الدوري الوطني لكرة القدم الأمريكية عام 1970. خصومهم هذه المرة في التصفيات كانت دالاس كاوبويز، مما يجعلها السنة الثالثة على التوالي التي تواجه فيها الفرق بعضها البعض في التصفيات. أخذ فيك واشنطن البداية الافتتاحية 97 ياردة لنتيجة، وتقدم سان فرانسيسكو 49 21-6 في الربع الثاني. بعد أن تقدم السان فرانسيسكو 49 28-13 في الربع الرابع، أرسل توم لاندري لاعب الوسط روجر ستوباخ، الذي كان يدعم كريج مورتون، في المباراة. قاد ستوباخ فريق كوبويز بسرعة إلى هدف ميداني، مما جعل النتيجة في حدود 28-16، ومع انتهاء المباراة بدا أن هذه ستكون آخر النقاط التي سيحصل عليها رعاة البقر. ومع ذلك، أكمل دالاس العودة في آخر دقيقتين. بعد التحذير الذي دام دقيقتين فقط، استغرق ستوباخ أربع مسرحيات فقط ليقود 55 ياردة في 32 ثانية فقط، وضرب بيلي باركس في ممر لمس عشرين ياردة ليرفع النتيجة إلى 28-23. نفذ تسديد ركلة الكوبويز توني فريتش بعد ذلك ركلة جانبية ناجحة استعادها ميل رينفرو، مما أعطى كاوبويز الكرة في خط الوسط مع ترك 1:20 على مدار الساعة. مع وجود سان فرانسيسكو 49 على الحبال، تدافع ستوباخ لمسافة 21 ياردة، ثم أكمل تمريرة جانبية من 19 ياردة إلى بيلي باركس الذي خرج من الحدود عند خط 10 ياردات لإيقاف الساعة. ثم أكمل ستوباخ العودة بتمريرة لمس 10 ياردات إلى رون سيلرز قبل 52 ثانية فقط، مما أعطى كوبويز فوزًا دراماتيكيًا 30-28. كان هذا هو الموسم الثالث على التوالي الذي هزم فيه كاوبويز سان فرانسيسكو 49 في بوستسسن. سيكون أيضًا آخر ظهور لهم بعد انتهاء الموسم لمدة تسع سنوات.
انتهى سباق السان فرانسيسكو 49 في الجزء العلوي من المؤتمر الوطني لكرة القدم الأمريكية ويست في عام 1973 حيث انخفض السان فرانسيسكو 49 إلى الرقم القياسي 5-9، وهو الأسوأ منذ عام 1969. خسر الفريق ست من آخر ثماني مباريات، بما في ذلك المباريات التي خاضها فريق نيو أورلينز ساينتس وديترويت لايونز. في الموسم الأخير من مسيرته، انقسم جون برودي، لاعب الوسط في فريق سان فرانسيسكو 49 منذ فترة طويلة، وقت اللعب مع اثنين من لاعبي الوسط، أبرزهم ستيف سبوريير الاحتياطي منذ فترة طويلة. عانى الفريق أيضًا من عدم وجود ركض مهيمن، حيث قاد فيك واشنطن الفريق مع اندفاع 534 ياردة فقط. في عام 1974، صاغ 49 من ويلبر جاكسون من جامعة ألاباما ليكون ظهير الفريق الأساسي. استمتع جاكسون بسنة مبتدئة رائعة، حيث قاد سان فرانسيسكو 49 مع 705 ياردات في الاندفاع. اجتمع هو وزميله في الخلف لاري شرايبر لأكثر من 1300 ياردة. مع إصابة ستيف سبوريير وفقدانه طوال العام تقريبًا، لم يكن لدى فريق سان فرانسيسكو 49 لاعب وسط عادي ولكنهم حققوا معًا رقمًا قياسيًا محترمًا 6-8. بعد انتهاء الموسم، ترك تيد كواليك فريقًا من 49 للانضمام إلى الدوري العالمي لكرة القدم، ثم غزاة أوكلاند بعد حل اتحاد كرة القدم العالمي.
انخفض السان فرانسيسكو 49 إلى 5-9 فيما سيكون الموسم الأخير لديك نولان كمدرب في عام 1975، وخسر آخر أربع مباريات في الموسم. أصيب ويلبر جاكسون معظم العام وقاد دلفين ويليامز فريق 49 في الاندفاع بسرعة 631 ياردة. بعد موسم 1975، تم تداول فريق سان فرانسيسكو 49 لصالح لاعب الوسط في نيو إنجلاند باتريوتس جيم بلونكيت، الفائز السابق بكأس هيسمان من جامعة ستانفورد القريبة (والتي كانت أيضًا جامعة جون برودي). على الرغم من أن بلونكيت أظهر وعدًا مع باتريوتس، إلا أنه لم يفز هناك وكان يعتقد أنه بحاجة إلى تغيير المشهد. تم إحضار مونتي كلارك أيضًا كمدرب رئيسي لـ 49.
تميز السان فرانسيسكو 49 بواحدة من أفضل ألعاب الجري في اتحاد كرة القدم الأميركي في عام 1976. برز دلفين ويليامز كعاد من النخبة، حيث كسب أكثر من 1200 ياردة مسرعًا وصنع برو باول. تمتعت ويلبر جاكسون أيضًا بالانتعاش، حيث اندفع لمسافة 792 ياردة. مرة أخرى، كان جين واشنطن المتلقي الرائد للفريق حيث تلقى 457 ياردة وستة درجات. بدأ السان فرانسيسكو 49 الموسم 6-1 لأفضل بداية لهم منذ 1970. كانت معظم الانتصارات ضد فرق الدرجة الثانية، على الرغم من أن 49 لاعباً قد أغلقوا رامز 16-0، في لوس أنجلوس يوم الاثنين ليلة كرة القدم. في تلك اللعبة، سجل سان فرانسيسكو 49 10 أكياس، من بينهم 6 من تومي هارت. ومع ذلك، خسر فريق سان فرانسيسكو 49 في أربع مباريات متتالية، بما في ذلك مباراتان ضد منافسي الفرق لوس أنجلوس وأتلانتا، والتي أثبتت أنها قاتلة لآمالهم في الملحق. تقاعد لويس جي سباديا من سان فرانسيسكو 49 في عام 1977 عند بيع الفريق لعائلة ديبارتولو. تم بيع الفريق إلى إدوارد جيه ديبارتولو جونيور في مارس 1977، وعلى الرغم من إنهاء الموسم برقم قياسي 8-6، تم طرد كلارك بعد موسم واحد فقط من قبل المدير العام المعين حديثًا جو توماس، الذي أشرف على أسوأ فترة من كرة القدم في تاريخ الفريق.
تحت قيادة المدرب كين ماير، خسر 49 لاعباً أول خمس مباريات لهم في موسم 1977، بما في ذلك الإقصاء مرتين. على الرغم من فوزهم بخمسة من أصل ستة تالية، فقد خسروا آخر ثلاث مباريات لينتهوا الموسم 5-9. اللعب في سان فرانسيسكو لم يعيد إحياء مسيرة بلونكيت حيث كان لديه موسم آخر مخيب للآمال، حيث ألقى فقط 9 تمريرات هبوط. تضمنت النقاط المضيئة للاعبي السان فرانسيسكو 49 لاعبين خط الدفاع تومي هارت وكليفلاند إيلام، الذين صنعوا بطولة برو باول، وظهورتي الركض ويلبر جاكسون وديلفين ويليامز، اللذان اجتمعا لأكثر من 1600 ياردة. قاد جين واشنطن الفريق مرة أخرى في عام 1977، وهو عامه الأخير مع سان فرانسيسكو 49. تميز عام 1977 بعدد من التحركات المشكوك فيها من قبل جو توماس والتي جاءت بنتائج عكسية. كان استحواذ توماس الكبير في موسم الأعياد يتراجع عن أو جيه سيمبسون من بوفالو بيلز. كما هو الحال مع بلونكيت قبل عامين، كان يُعتقد أن إنقاذ سيمبسون من موقف سيء وإحضاره إلى الساحل الغربي حيث نشأ من شأنه أن يجدد حياته المهنية. لخلق وقت لعب لسيمبسون، استبدل توماس دلفين ويليامز بميامي دولفين مقابل جهاز استقبال واسع النطاق فريدي سولومون. أطلق توماس أيضًا سراح جيم بلونكيت، واستسلم له بعد موسمين. أخيرًا، أقال توماس ماير بعد موسم واحد فقط، واستبدله ببيت ماكولي، مدربه الثالث في ثلاثة مواسم.
كان موسم 1978 كارثيًا للسان فرانسيسكو 49، حيث أنهوا 2-14، وانتصاراتهم الوحيدة قادمة ضد سينسيناتي بينغالز وتامبا باي بوكانييرز. قاد سيمبسون الفريق بالفعل في عجلة من أمره، ولكن بمسافة تقل عن 600 ياردة. أصبح من الواضح أن ركبتي سيمبسون وجسده قد تعرضا للتآكل، وكان قريبًا من نهاية حياته المهنية. كما غاب ويلبر جاكسون عن الموسم بأكمله بسبب الإصابة. والأسوأ من ذلك بالنسبة للامتياز هو أن اختيارهم الأول لمسودة 1979 تم تداوله في بيلز كجزء من صفقة أو جي سيبمسون. تم طرد جو توماس بعد الموسم. بدأ بعض اللاعبين الأساسيين الذين أصبحوا جزءًا من الصعود المذهل لسان فرانسيسكو 49 مسيرتهم في سان فرانسيسكو 49 في عام 1978. لاعب الوسط الصاعد ستيف ديبيرج، المرشد الأول لجو مونتانا، كان لاعب الوسط في فريق 49 في البداية. بدأ الركض للخلف بول هوفر والوسط/الحارس راندي كروس أيضًا مع سان فرانسيسكو 49 في عام 1978.

### 1979-1980: وصول بيل والش وجو مونتانا

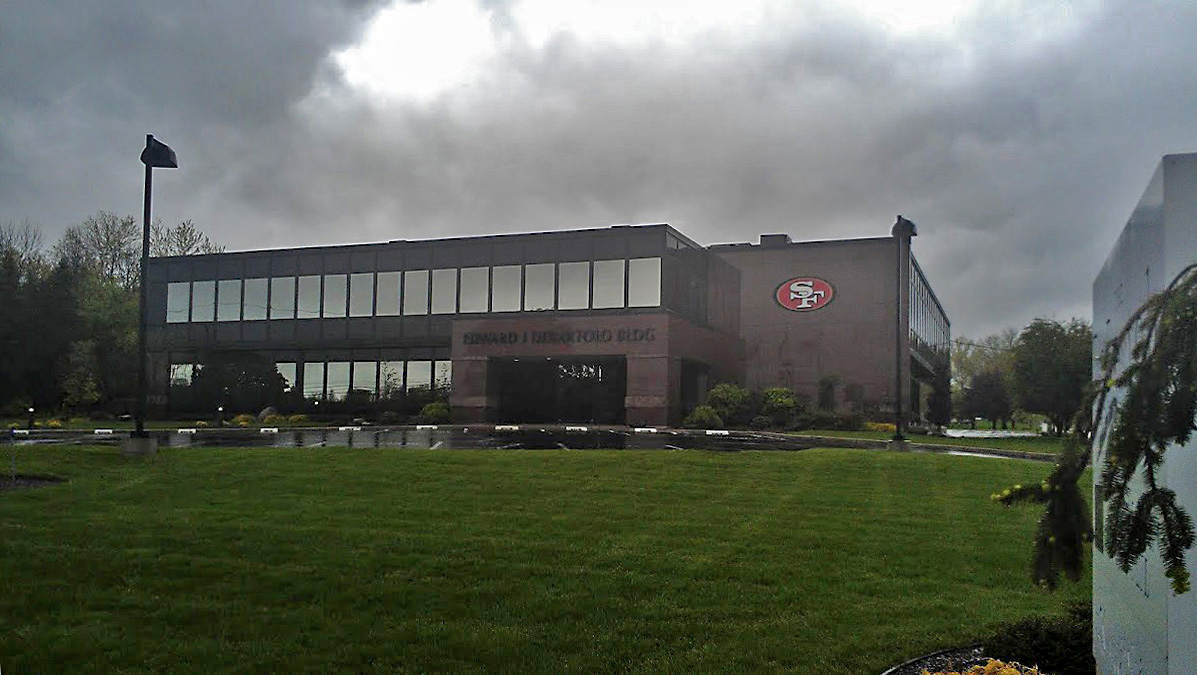
مقر ديبارتولو في بوردمان، أوهايو مع شعار سان فرانسيسكو 49 على المبنى، مما يدل على ملكية الفريق من قبل أسرة ديبارتولو في يونغزتاون.

قاد الفريق في تحوله من أواخر السبعينيات المالك الجديد إدوارد جيه. ديبارتولو جونيور والمدرب الرئيسي بيل والش. كان المدير السابق لجامعة ستانفورد معروفًا بتخزين اللقطات المسودة، وإجراء اختيارات مسودة ممتازة، وإصلاح ثقوب القائمة من خلال الحصول على وكلاء مجانيين رئيسيين. تم تعيين بيل والش ليكون مدرب سان فرانسيسكو 49 الرئيسي في عام 1978 خارج الموسم. كان والش أحد تلاميذ بول براون، وعمل كمنسق هجوم براون مع سينسيناتي بنغلس من عام 1968 إلى عام 1975. ومع ذلك، لم يعينه براون خلفًا له بعد تقاعده، واختار مساعدًا آخر، وهو مركز سان فرانسيسكو 49 السابق بيل "تايجر" جونسون. تم تعيين والش من قبل جامعة ستانفورد في عام 1977. ذهب 17-7 في موسمين مع الكاردينال قبل أن يتم تعيينه من قبل سان فرانسيسكو 49 في عام 1979.
يُمنح والش الفضل في الترويج لـ «جريمة الساحل الغربي». تم إنشاء جريمة بيل والش وصقلها بالفعل عندما كان مساعدًا للمدرب مع فريق بينجالز. تستخدم الجريمة لعبة تمرير قصيرة ودقيقة وموقوتة كبديل/زيادة في لعبة الجري. من الصعب للغاية الدفاع عن الهجوم لأنه يكتفي بتحقيق مكاسب من 6 إلى 8 ياردات باستمرار على طول الطريق. (جريمة الساحل الغربي الأخرى - التي تركز بشكل أكبر على الكرة الرأسية، أو في الأسفل، وتمرير اللعبة - تم إنشاؤها في الواقع بواسطة مدرب لوس أنجلوس/سان دييغو في الستينيات، سيد جيلمان، ومدرب ولاية سان دييغو دون كوريل، الذي استخدم أيضًا نسخة منها كمدرب رئيسي من سانت لويس كاردينالز (كرة القدم) وسان دييغو شارجرز خلال فترة حصل فيها على لقب «إير كورييل».) 
في المسودة الأولى لوالش، استهدف السان فرانسيسكو 49 لاعب الوسط نوتردام جو مونتانا باعتباره اختيارًا مبكرًا. تمتعت مونتانا بمهنة جامعية ذات طوابق، حيث قادت فايتينغ إريش إلى اللقب الوطني لعام 1977 وعدد من الانتصارات الدراماتيكية، وكان أكثرها روعة على الإطلاق هي لعبته الأخيرة، في 1979 كوتون باول كلاسيك. لعبت دور جامعة هيوستن في عاصفة جليدية، ومع إصابة مونتانا بأنفلونزا سيئة، انخفضت نوتردام بنسبة 34-10 في الربع الثالث. ومع ذلك، قاد مونتانا مسيرة رائعة توجت بإلقاء تمريرة هبوط في المباراة النهائية للعبة لإعطاء نوتردام فوز 35-34.

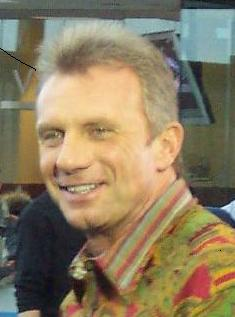
جو مونتانا عام 2006

على الرغم من هذا، فإن معظم الكشافة لم يربطوا مونتانا كأكبر احتمال. على الرغم من 62 "و 190-200 رطل، اعتبرت قوة ذراع مونتانا مشبوهة كما كان اتساق لعبه. على الرغم من أنه حصل على نصيبه من الائتمان، إلا أن معظمهم اعتقدوا أنه لاعب نظام محاط بفريق عظيم. في مسودة عام 1979، تم وضع فريق دالاس كاوبويز قبل سان فرانسيسكو 49. كانت مسودة إستراتيجية كوبويز خلال ذلك الوقت هي أخذ اللاعب الأعلى مرتبة على لوحة المسودة في وقت اختيارهم، بغض النظر عن المركز. عندما جاء دور كاوبويز في الجولة الثالثة، كان مونتانا هو اللاعب الأعلى تقييمًا على لوحته. ومع ذلك، وشعورهم بأن مركز الوسط كان في حالة ممتازة على المدى الطويل مع روجر ستوباخ وداني وايت، وكانوا بحاجة ماسة إلى نهاية ضيقة، فقد أوقف كاوبويز استراتيجيتهم وقاموا بصياغة دوج كوسبي. استولى السان فرانسيسكو 49 على مونتانا. كان اختيار المسودة البارز الآخر لسان فرانسيسكو 49 لمسودة عام 1979 هو جهاز الاستقبال الواسع دوايت كلارك في الجولة العاشرة. اكتشف والش كلارك الذي لم يُعلن عنه أثناء استطلاعاته لوسط الظهير ستيف فولر من جامعة كليمسون بينما كان كلارك يدير طرقًا لفولر أثناء تقييم والش للاعب الوسط. أثبت اكتشاف والش عن كلارك بالصدفة أنه لمحة مبكرة عن فلسفته في اختيار المواهب.
عندما نفذ والش إستراتيجياته وخطة لعبه، خسر فريق سان فرانسيسكو 49 عامًا آخر، حيث حلوا 2-14 مثل الموسم السابق. ومع ذلك، كان هناك عدد من النقاط المضيئة. على الرغم من إلقاء أكثر من اعتراضات (21) من الهبوط (17)، ازدهر ستيف ديبيرج تحت والش، ورمي لأكثر من 3600 ياردة وأكمل 60 ٪ من تمريراته. قضى فريدي سولومون أيضًا عامًا جيدًا، حيث حصل على أكثر من 800 ياردة. كانت لعبة الجري مرقعة، حيث قاد بول هوفر الفريق بمسافة 615 ياردة وأو جيه سيمبسون، في موسمه الأخير، اندفع لمسافة 460 ياردة فقط وتهميش بسبب الإصابات. بدأ فريق 49s بداية قوية في عام 1980، حيث فازوا بأول ثلاث مباريات في الموسم. ومع ذلك، فقد خسر الفريق، الذي لا يزال في مرحلة النضج، مبارياته الثماني التالية على التوالي. على الرغم من أن العديد من تلك الألعاب كانت متقاربة، وبرأ اللاعبون السان فرانسيسكو 49 أنفسهم جيدًا. خلال الموسم، تناوب والش بين ديبيرج ومونتانا في قورتربك. على الرغم من أن دي بيرغ قد لعب بشكل جيد مع فريق سان فرانسيسكو 49، إلا أن والش شعر أن أفضل فرصة للفريق للفوز على المدى الطويل كانت مع مونتانا. قام بالتناوب مع لاعبي الوسط، مما أعطى مونتانا بعض الخبرة مع إبقاء الخصوم على حين غرة. تعتبر إستراتيجية تبادل لاعبي الوسط من لعبة إلى أخرى وأثناء المباريات أمرًا نادرًا في كرة القدم، على الرغم من استخدامها من قبل فرق أخرى ناجحة في الماضي، وتحديداً فريق دالاس كاوبويز في أوائل السبعينيات الذي تناوب مع روجر ستوباخ وكريغ مورتون، ولوس أنجلوس. الكباش من أواخر 1940s بالتناوب نورم فان بروكلين وبوب ووترفيلد.
في المجموع، بدأ دي بيرغ تسع مباريات، حيث ذهب 4-5 مع 1,998 ياردة، و 12 هبوطًا و 17 اعتراضًا. بدأت مونتانا سبع مباريات، ذهابًا من 2-5 مع 1795 ياردة، و 15 هبوطًا، وتسع اختيارات ؛ حصلت مونتانا أيضًا على نسبة إنجاز أفضل عند 64.5 مقابل 57.9 في دي بيرغ. جاء تسليط الضوء على موسم 1980، وعلامة الأشياء الجيدة القادمة، في الأسبوع 14. تبع الفريق الـ49 فريق نيو أورلينز ساينتس، الذي كان في ذلك الوقت بلا فوز بنتيجة 0-13، و 35-7 في الشوط الأول. ومع ذلك، بقيادة جو مونتانا، حقق اللاعبون السان فرانسيسكو 49 (ما كان في ذلك الوقت) أعظم عودة في تاريخ اتحاد كرة القدم الأميركي، حيث عادوا ليحققوا التعادل مع النتيجة في اللوائح والفوز بالمباراة في الوقت الإضافي بهدف ميداني بواسطة راي ويرشينج ليمنح فريق سان فرانسيسكو 49 هدفًا لا يصدق 38. - 35 انتصار. كانت هذه اللعبة، التي كانت أول فوز كبير في مونتانا في دوري كرة القدم الأمريكية، هي التي فازت فيها مونتانا بوظيفة قورتربك بدوام كامل. ظهر عدد من اللاعبين الرئيسيين لسان فرانسيسكو 49 في عام 1980. كان من بينهم دوايت كلارك، الذي قاد السان فرانسيسكو 49 مع 82 حفل استقبال وأقل بقليل من 1000 ياردة، واستقبل إيرل كوبر، وركض للخلف لأكثر من 700 ياردة.

### 1981-1984: بداية التألّق
مع لعب الهجوم بشكل جيد باستمرار، ركز والش وسان فرانسيسكو 49 على إصلاح الدفاع في عام 1981. اتخذ والش خطوة غير عادية للغاية بإصلاحه الثانوي بالكامل مع لاعبين مبتدئين وغير مختبرين، حيث ضم روني لوت وإريك رايت وكارلتون ويليامسون ومنح دوايت هيكس دورًا بارزًا. كما استحوذ على الظهير المخضرم جاك «هاكساو» رينولدز وخط دفاعي مخضرم واختصاصي مقال فريد دين. هذه الإضافات الجديدة، عند إضافتها إلى الدعامات الدفاعية الحالية مثل كينا تورنر، حولت سان فرانسيسكو 49 إلى فريق هجومي ومتوازن دفاعيًا ومهيمنًا. بعد بداية 1-2، فاز فريق سان فرانسيسكو 49 في جميع مبارياتهم المتبقية باستثناء واحدة لينتهوا بسجل 13-3؛ حتى هذه اللحظة، كان أفضل سجل فوز وخسارة للفريق في تاريخه. قام دين بعمل برو بول، كما فعل لوت وهيكس. بقيادة مونتانا، تركز الهجوم غير العادي على لعبة التمريرات القصيرة، والتي استخدمها والش للتحكم في الكرة. كان كل من دوايت كلارك وفريدي سولومون يتمتعان بسنوات ممتازة في الاستلام؛ كلارك كمستلم حيازة، وسليمان كتهديد عميق. ومع ذلك، كانت مباراة الجري لـ سان فرانسيسكو 49 من بين الأضعف في الدوري. قاد ريكي باتون الـسان فرانسيسكو 49 مع اندفاع 543 ياردة فقط. ومع ذلك، ربما كان إيرل كوبر هو الأكثر قيمة للتراجع في سباق فريق سان فرانسيسكو 49، والذي كانت قوته في التمرير للخلف. واجه نادي سان فرانسيسكو 49 لاعبين فريق نيويورك جاينتس في التصفيات وفازوا بنتيجة 38-24. أقام هذا مباراة في بطولة المؤتمر الوطني لكرة القدم الأمريكية مع فريق دالاس كاوبويز، الذي لم يتمكن فريق سان فرانسيسكو 49 من الناحية التاريخية من التغلب عليه خلال جولاتهم الفاصلة في أوائل السبعينيات. لعب فريق سان فرانسيسكو 49 فريق كاوبويز بصعوبة، لكن رعاة البقر أجبروا ستة تحولات وأخذوا زمام المبادرة في وقت متأخر. انخفض الـ سان فرانسيسكو 49 بنسبة 27-21 وعلى خط 11 ياردة مع بقاء 4:54. كما فعل مونتانا لنوتردام وسان فرانسيسكو 49 مرات عديدة من قبل، قاد سان فرانسيسكو 49 في حملة نهائية مستدامة بطول 89 ياردة إلى خط كاوبويز المكون من 6 ياردات. في اللعب الثالث والثالث، مع تغطية جهاز الاستقبال الأساسي الخاص به، تدحرج مونتانا لليمين وألقى الكرة بعيدًا عن التوازن إلى دوايت كلارك في منطقة النهاية، الذي قفز وأمسك بالكرة ليدرك التعادل عند 27 (المعروف الآن باسم «ذا كاتش»)، مع إعطاء النقطة الإضافية لفريق سان فرانسيسكو 49 الصدارة. على الرغم من ذلك، كان لدى رعاة البقر فرصة أخيرة للفوز. في المسرحية الأولى للحيازة التالية، تلقى درو بيرسون لاعب كاوبويز تمريرة من داني وايت ووصل إلى خط الوسط قبل أن يتم سحبه من القميص عند خط سان فرانسيسكو 49 44 ياردة من قبل كورنيرباك إريك رايت مما ينقذ هبوطًا محتملاً في وقت متأخر. في المسرحية التالية، أقال لورانس بيلرز وايت وتلمس الكرة، والتي استعادها جيم ستوكي، مما منح الفريقين الـسان فرانسيسكو 49 الفوز ورحلة إلى أول سوبر بول على الإطلاق ضد سينسيناتي بنغلس، الذين كانوا أيضًا في أول سوبر لهم. صحن. في سوبل بول XVI، تقدم فريق سان فرانسيسكو 49 في الشوط الأول 20-0 واستمروا في الفوز 26-21 خلف أهداف كيكر راي ويرشينج الأربعة الميدانية وموقف دفاعي رئيسي. طوال موسم 81، كان الدفاع سببًا مهمًا لنجاح الفريق، على الرغم من البقاء في ظل الهجوم المبتكر آنذاك. فازت مونتانا بأوسمة إم في بي في الغالب بسبب قوة قيادتها للفرق سان فرانسيسكو 49 على مسافة 92 ياردة، و 12 قيادة لعب بلغت ذروتها في تمريرة هبوط إلى إيرل كوبر. وهكذا أكمل سان فرانسيسكو 49 واحدة من أكثر التحولات دراماتيكية وكاملة في تاريخ اتحاد كرة القدم الأميركي، من موسم 2-14 متبوعًا بموسم 6-10 إلى بطولة سوبل بول. كان موسم 1982 سيئًا للاعبي نادي سان فرانسيسكو 49، حيث خسروا جميع المباريات الخمس في كاندلستيك بارك في طريقهم إلى الرقم القياسي 3-6 في موسم مختصر الإضراب. كان هذا آخر موسم خسارة لـ فريق سان فرانسيسكو 49 على مدار الـ 17 عامًا التالية. كان جو مونتانا هو أبرز ما يميزه، حيث مر لمسافة 2613 ياردة في تسع مباريات فقط، أبرزها خمس مباريات متتالية كسر فيها حاجز 300 ياردة.
في عام 1983، فاز سان فرانسيسكو 49 بآخر ثلاث مباريات في الموسم، وانتهوا بتسجيل 10-6 وفازوا بلقبهم الثاني في المؤتمر الوطني لكرة القدم الأمريكية (الأقسام الغربيّة) في ثلاث سنوات. كان جو مونتانا يقود الانتعاش بموسم نجمي آخر، حيث مر لمسافة 3910 ياردة وربط 26 هبوطًا. في التصفيات التقديمية المؤتمر الوطني لكرة القدم الأمريكية، استضافوا ديترويت ليونز. قفز فريق سان فرانسيسكو 49 في المقدمة مبكرًا وقادوا 17-9 لدخولهم الربع الرابع، لكن الأسود زأر مرة أخرى، وسجل هدفين هبوطًا ليحرز تقدمًا 23-17. ومع ذلك، قادت مونتانا عودة، حيث ضربت المتلقي الواسع فريدي سولومون في تمريرة لمس 14 ياردة حائزة على الفوز باللعبة مع 2:00 غادرًا على مدار الساعة لتضع سان فرانسيسكو 49 في المقدمة 24-23. انتهت اللعبة عندما أخطأت محاولة FG الحائزة على الفوز من قبل لاعب كرة القدم إدي موراي. في الأسبوع التالي، عاد فريق الـ سان فرانسيسكو 49 من عجزه عن 21-0 أمام فريق واشنطن ريدسكينس في مباراة بطولة المؤتمر الوطني لكرة القدم الأمريكية لتعادل المباراة، قبل أن تؤدي ركلات الترجيح المثيرة للجدل والهدف الميداني المتأخر لمارك موسلي إلى فوز فريق ريدسكينس بنتيجة 24-21 على سوبل بول الثامن عشر.
في عام 1984، كان للفرق سان فرانسيسكو 49 واحدًا من أعظم المواسم في تاريخ الفريق بإنهاء الموسم العادي 15-1، محققًا الرقم القياسي لمعظم انتصارات الموسم العادي التي تعادلها لاحقًا شيكاغو بيرز 1985، مينيسوتا فايكنغز 1998، بيتسبرغ 2004 ستيلرز، غرين باي باكرز 2011 وكسره أخيرًا نيو إنغلاند باتريوتس 2007 (مع 16 انتصارًا في الموسم العادي). انتصاراتهم البالغ عددها 18 لا تزال رقمًا قياسيًا أيضًا، حيث تعادل فريق بيرز 1985 ونيو إنغلاند باتريوتس لعام 2007 (الذي فاز بـ 18 فوزًا متتاليًا، لكنه خسر سوبل بول XLII أمام فريق نيويورك جاينتس). كانت الهزيمة الوحيدة لفريق سان فرانسيسكو 49 في موسم 1984 هي خسارة 20-17 أمام ستيلرز. محاولة هدف ميدانية متأخرة في تلك المباراة من قبل راي ويرشينج كيكر سان فرانسيسكو خرجت عن القمم ولم تكن جيدة. في التصفيات، تغلبوا على نيويورك جاينتس 21-10، وأغلقوا شيكاغو بيرز 23-0 في بطولة المؤتمر الوطني لكرة القدم الأمريكية، وفي سوبل بول XIX، أغلق فريق سان فرانسيسكو 49 عامًا سجل فيه الدوري الوطني لكرة القدم الأمريكية إم في بي دان مارينو (وسريعه مارك كلايتون ومارك دوبير)، بفوزه على ميامي دولفين 38-16. تم انتخاب فريقهم الخلفي الدفاعي بالكامل (روني لوت، وإريك رايت، ودوايت هيكس، وكارلتون ويليامسون) في برو بول - وهو أول اتحاد كرة القدم الأميركي.

### 1985-1987: وصول جيري رايس
في مسودة الدوري الوطني لكرة القدم الأمريكية لعام 1985، حصل الفريق على الاختيار العام الثامن والعشرين بعد فوزه ببطولة سوبل بول في العام السابق. في يوم المسودة، قام فريق سان فرانسيسكو 49 بتبادل أول اختياراتهم لاختيار الجولة الأولى لنيو إنجلاند، الاختيار رقم 16 بشكل عام (استبدلت الفرق أيضًا اختيارات الجولة الثالثة كجزء من الصفقة)، واخترت جيري رايس من ولاية ميسيسيبي فالي. أفيد أن فريق دالاس كاوبويز، الذي حصل على الترتيب السابع عشر بشكل عام، كانوا يعتزمون اختياره. في موسم 1985، لم يكن فريق سان فرانسيسكو 49 مسيطرين كما كان في عام 1984، حيث أنهوا الموسم العادي برقم قياسي 10-6 ورصيف بطاقة جامحة. كافح جيري رايس في بعض الأحيان (فقد العديد من التمريرات)، لكنه ما زال يثير إعجاب اتحاد كرة القدم الأميركي في موسمه الصاعد لـ فريق سان فرانسيسكو 49 في عام 1985، خاصة بعد مباراة 10-كاتش، 241 ياردة ضد لوس أنجيليس رامز في ديسمبر. تم تسمية رايس بجائزة المؤتمر الوطني لكرة القدم الأمريكية بعد تسجيل سان فرانسيسكو 49 عملية صيد لمسافة 927 ياردة، وبمتوسط 19.9 ياردة لكل عملية صيد، أصبح روجر كريج أول لاعب في اتحاد كرة القدم الأميركي يربح 1000 ياردة من الاندفاع و 1000 ياردة في نفس الموسم. في تصفيات عام 1985، تم استبعاد سان فرانسيسكو 49 لاعبا بسرعة من التصفيات من قبل فريق نيويورك جاينتس 17-3.
في موسم 1986 الدوري الوطني لكرة القدم الأمريكية، بدأ سان فرانسيسكو 49 بداية سريعة بعد فوز 31-7 على تامبا باي بوكانيرز في يوم الافتتاح. لكن الفوز كان مكلفا. أصيب جو مونتانا في ظهره وخرج لمدة شهرين، وكانت الإصابة في القرص الفقري في أسفل الظهر في مونتانا وتطلبت جراحة فورية. كانت الإصابة شديدة لدرجة أن أطباء مونتانا اقترحوا أن تتقاعد مونتانا. في 15 سبتمبر 1986، وضع اللاعبون نادي سان فرانسيسكو 49 مونتانا على قائمة الاحتياط المصابين، وأصبح جيف كيمب لاعب الوسط، وفريق سان فرانسيسكو 49 ذهبوا 4-3-1 في سبتمبر وأكتوبر.

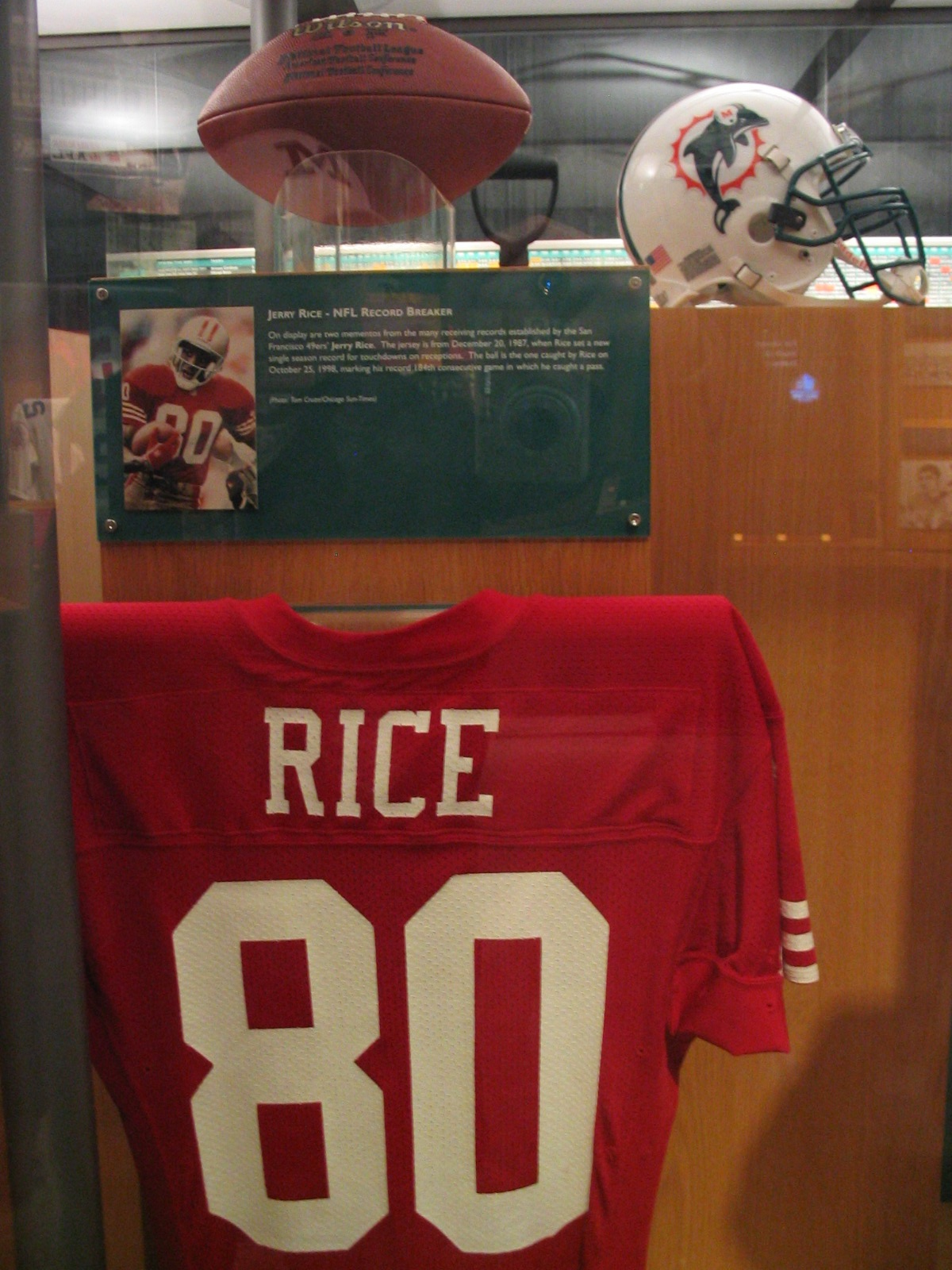
قميص رايس رقم 80 اعتبارًا من ديسمبر 1987، عندما سجل رقمًا قياسيًا جديدًا للهبوط والاستقبالات مع سان فرانسيسكو 49

عادت مونتانا إلى الفريق في 6 نوفمبر من ذلك العام. في أول مباراة له بعد الإصابة، مر مونتانا لمسافة 270 ياردة وثلاث تمريرات هبوط في فوز 43–17 سان فرانسيسكو 49 على سانت لويس كاردينالز. اشتعلت النيران في فريق سان فرانسيسكو 49، حيث فازوا في 5 مباريات من آخر 7 مباريات، بما في ذلك فوز 24-14 على لوس أنجلوس رامز، ليحصدوا لقب المؤتمر الوطني لكرة القدم الأمريكية ويست. استمر جيري رايس في إظهار التحسن عن الموسم السابق حيث اصطاد 86 تمريرة ليقود الدوري 1,570 ياردة و 15 هبوطًا. حصل مونتانا على جائزة أفضل لاعب في دوري كرة القدم الأمريكية لعام 1986، والتي شاركها مع لاعب الوسط الفايكنج تومي كرامر. ومع ذلك، فإن فريق نيويورك جاينتس سيهزم نادي سان فرانسيسكو 49 مرة أخرى في التصفيات، 49-3 في أسوأ خسارة للفريق بعد الموسم حتى الآن. وأصيب مونتانا مرة أخرى في الشوط الأول بضربة من جيم بيرت من فريق العمالقة.
في غير موسمها، كان بيل والش قلقًا بشأن صحة مونتانا للمضي قدمًا، ومع عدم وجود دعم موثوق به في الوسط، أكمل صفقة لستيف يونغ، ثم قورتربك مع تامبا باي بوكانيرز. خلال موسم 1987 الذي اختصر الإضراب، أصبح فريق سان فرانسيسكو 49 واحدًا من فرق النخبة في اتحاد كرة القدم الأميركي مرة أخرى بسجل أفضل 13-2 في الدوري. شهد جو مونتانا عامًا من الارتداد إلى الوراء بعد إصاباته في العام السابق واستجوابه من قبل وسائل الإعلام إذا كان لا يزال بإمكانه الإنتاج على مستوى عالٍ، من خلال رمي 31 تمريرة لمس، وهو أعلى مستوى في مسيرته. كما أنه سجل رقمًا قياسيًا في اتحاد كرة القدم الأميركي لمعظم محاولات التمرير المتتالية دون تمريرة غير كاملة (22)، وتمريره لـ 3,054 ياردة، وحصل على تصنيف تمرير 102.1. كان رايس قد أسس نفسه كمستقبل النخبة، حيث حصل على 65 تمريرة لمسافة 1078 ياردة ثم سجل 22 هبوطاً في اتحاد كرة القدم الأميركي في 12 مباراة فقط. كان عام 1987 هو الثاني من بين ستة مواسم كان فيها رايس يقود اتحاد كرة القدم الأميركي في استقبال و/أو استقبالات الهبوط، وقد حصل على لقب أفضل لاعب هجوم في العام. بحلول نهاية الموسم العادي، احتل فريق سان فرانسيسكو 49 المرتبة الأولى في كل من الهجوم والدفاع وكانوا مرشحًا قويًا للفوز بلقب سوبل بول. ومع ذلك، فقد صُدموا في جولة تقسيم المؤتمر الوطني لكرة القدم الأمريكية، حيث خسروا 36-24 أمام ما كان يعتقد أنه فريق مينيسوتا فايكينج الأقل شأناً، وهي الخسارة الثالثة على التوالي. خاض جو مونتانا واحدة من أسوأ مباريات ما بعد الموسم في مسيرته، وفي النهاية تم وضعه على مقاعد البدلاء خلال المباراة لصالح ستيف يونغ، الذي سجل هبوطًا سريعًا ورمي مرة أخرى. بعد المباراة، جرد المالك إيدي ديبارتولو والش من لقب رئيس الفريق. تقاعد دوايت كلارك في غير موسمها.

### 1988-1989: سوبر بولز متتاليين
خلال موسم الركود، بدأ جدل قورتربك بين جو مونتانا وستيف يونغ بعد أداء مونتانا الضعيف في التصفيات العام السابق. تكهن الكثيرون بأن موسم 1988 سيكون عامه الأخير مع الفريق. في موسم 1988 الدوري الوطني لكرة القدم الأمريكية، كافح سان فرانسيسكو 49 لاعبا لبدء الموسم. كان والش يغير باستمرار كيو بي إس بين مونتانا (الذي عانى من إصابة في المرفق في الأسبوع الأول من شأنه أن يستمر معظم الموسم) ويونغ. في مرحلة ما، كانوا 6-5 وكان الفريق في خطر فقدان التصفيات. قبل الأسبوع الحادي عشر، دعا روني لوت إلى اجتماع للاعبين فقط؛ بعد الاجتماع، اجتمع الفريق معًا وهزموا واشنطن ريدسكينز حامل لقب سوبر بول في مباراة ليلة الاثنين، وتعافى مونتانا تمامًا من إصابته واستعاد مهمة البداية في الوسط حيث أنهى الفريق الموسم في النهاية عند 10-6. حصلوا على قدر من الانتقام من خلال توجيه مينيسوتا فايكنغز 34-9 في التصفيات التقديمية. ثم سافر اللاعبون نادي سان فرانسيسكو 49 إلى ملعب سولدجر فيلد في شيكاغو للمشاركة في بطولة المؤتمر الوطني لكرة القدم الأمريكية ضد فريق شيكاغو بيرز، حيث كان عامل برودة الرياح في وقت المباراة -26 درجة. ومع ذلك، على الرغم من الطقس، اختار جو مونتانا دفاع بيرز الأعلى تقييمًا بتسجيله ثلاث مرات هبوط بينما سيطر فريق سان فرانسيسكو 49 على بيرز بفوز 28-3، ليحقق الفريق ثالث رحلة إلى سوبر بول، ليواجه سينسيناتي بنغلس.. في سوبل بول XXIII، على الرغم من الرحلات العديدة في منطقة سينسيناتي من قبل سان فرانسيسكو 49، تم تعادل اللعبة 3-3 في الشوط الأول. في وقت مبكر من الربع الرابع، تعادل مونتانا في النتيجة عند 13؛ ومع ذلك، استعاد سينسيناتي الصدارة في هدف جيم بريش الميداني ليضع بنجالز في المقدمة 16-13 مع ما يزيد قليلاً عن ثلاث دقائق متبقية على مدار الساعة. بعد ركلة البداية، وركلة الجزاء، تولى فريق سان فرانسيسكو 49 السيطرة على خط 8 ياردات مع ترك 3:08 على مدار الساعة. بدأ جو مونتانا القيادة النهائية من خلال الدخول في التجمهر والتعليق على التدخل الهجومي لهاريس بارتون، خلال فترة توقف تلفزيونية، «مرحبًا، هناك جون كاندي»، حيث أشار إلى المدرجات على الجانب الآخر من الملعب. طمأن سلوكه الهادئ اللاعبين نادي سان فرانسيسكو 49، ثم صمم ما يعتبره البعض أعظم قيادة في تاريخ سوبر بول، حيث قاد الفريق 92 ياردة من أجل الهبوط الفائز على تمريرة إلى جون تايلور قبل 34 ثانية فقط، حيث استحوذوا على ثالثهم بطولة سوبر بول بنتيجة 20-16. حصل جيري رايس على لقب سوبل بول إم في بي.
بعد سوبل بول XXIII، تقاعد بيل والش كمدرب رئيسي. تولى منسق الدفاع وخليفته المختار، جورج سيفرت، منصب المدير الفني. في موسم 1989 الدوري الوطني لكرة القدم الأمريكية، ألقى جو مونتانا مسافة 3521 ياردة و 26 هبوطًا، مع 8 اعتراضات فقط، مما منحه تصنيفًا في الوسط 112.4، والذي كان بعد ذلك أعلى تصنيف لموسم واحد في تاريخ اتحاد كرة القدم الأميركي، وتم تسميته الدوري الوطني لكرة القدم الأمريكية. استمر جيري رايس، في عامه الخامس في الدوري، في الهيمنة. قاد الدوري مع ما يقرب من 1سان فرانسيسكو 490 ياردة، و 17 هبوطًا. انتزع نادي سان فرانسيسكو سان فرانسيسكو 49 لاعبين لقبهم الرابع على التوالي بفوزهم على لوس أنجلوس رامز 30-27 بعد عودة مثيرة في الشوط الثاني. أنهوا 14-2، واكتسبوا أفضلية على أرضهم طوال التصفيات. كانت خسارتهم بفارق خمس نقاط مجتمعة. في التصفيات، هزموا بسهولة الفايكنج 41-13. في مباراة بطولة المؤتمر الوطني لكرة القدم الأمريكية، لعبوا ضد رامز للمرة الثالثة. تم تحديد المباراتين السابقتين بمجموع 4 نقاط، لكنهم تمكنوا من التفوق على الكباش 30-3، وكسبوا رحلة أخرى إلى سوبل بول، حيث هزموا دنفر برونكو بطريقة سهلة نسبيًا بنتيجة 55 –10 في سوبل بول XXIV - وضع رقم قياسي للنقاط المسجلة وأوسع هامش للنصر في سوبل بول. وضع مونتانا بنفسه العديد من سجلات سوبل بول (بعضها تم ربطه أو تجاوزه منذ ذلك الحين) في طريقه إلى ثالث أفضل لاعب في سوبل بول. في الفوز بسوبر بول، أصبح فريق سان فرانسيسكو سان فرانسيسكو 49 الفريق الوحيد الذي فاز سوبر بولز متتاليًا تحت قيادة مدربين مختلفين. غالبًا ما يُنظر إلى فريق بطولة 1989 هذا على أنه أحد أكثر الفرق هيمنة في تاريخ اتحاد كرة القدم الأميركي، حيث فاز بثلاث مباريات فاصلة بمجموع 100 نقطة.

### 1990-1993: فترة ستيف يونغ ستيبس
في عام 1990، فاز فريق سان فرانسيسكو سان فرانسيسكو 49 بأول 10 مباريات، وانتهوا في النهاية بنتيجة 14-2. لقد مزقوا الموسم، وبدا الفوز الثالث على التوالي في سوبل بول في متناول اليد. في التصفيات، أرسل فريق سان فرانسيسكو سان فرانسيسكو 49 فريق واشنطن ريدسكينس 28-10، وأقاموا مباراة بطولة المؤتمر مع فريق نيويورك جاينتس. على الرغم من عدم تسجيله أي هدف في المباراة، استغل العمالقة إصابة مونتانا في الربع الرابع وقاموا بمحاولة مقامرة مزيفة لإحباط محاولة فريق سان فرانسيسكو سان فرانسيسكو 49 في «الخثيات الثلاثية». سجل العمالقة هدفًا ميدانيًا في الثانية الأخيرة بعد تعافي روجر كريج في الدقائق الأخيرة من المباراة، وفازوا 15-13 واستمروا في الفوز بسوبر بول الخامس والعشرون.
خلال سعيهم للحصول على «الخث الثلاث» بين عامي 1988 و 1990، حقق فريق سان فرانسيسكو سان فرانسيسكو 49 رقمًا قياسيًا في الدوري مع 18 انتصارًا متتاليًا على الطريق. غاب جو مونتانا عن كل الموسمين التاليين تقريبًا بسبب إصابة متكررة في المرفق. بعد موسم 1990، غادر فريق سان فرانسيسكو سان فرانسيسكو 49 نصيبي الفريق روجر كريج وروني لوت دون حماية وسمحوا لهم بالذهاب إلى لوس أنجلوس ريدرز عبر الوكالة المجانية.
في عام 1991، أصيب ستيف يونغ بإبهامه في يده التي ألقاها، ثم تم تهميشه لاحقًا بإصابة في الركبة. بعد 10 مباريات، سجل اللاعبون نادي سان فرانسيسكو سان فرانسيسكو 49 رقما قياسيا من 4 إلى 6. ساعد الظهير الخلفي ستيف بونو الفريق على الفوز بألعابه الخمس التالية مع يونغ. في المباراة الأخيرة من الموسم، ليلة الاثنين مقابل المصنف الثاني في المؤتمر الوطني لكرة القدم الأمريكية، عاد يونغ وفاز فريق سان فرانسيسكو سان فرانسيسكو 49 على شيكاغو بيرز 52-14، منتهيًا 10-6. ومع ذلك، غاب الفريق عن التصفيات المؤهلة إلى التصفيات بسبب خسارة الشوط الفاصل وجهاً لوجه أمام أتلانتا فالكونز، الذي تغلب على فريق سان فرانسيسكو سان فرانسيسكو 49 في الثانية الأخيرة من تمريرة هيل ماري في وقت سابق من الموسم. شهد موسما 1992 و 1993 عودة فريق سان فرانسيسكو 49 تحت قيادة ستيف يونغ، لكن دفاعًا دون المستوى والشيخوخة يمكن أن يأخذهم فقط إلى مباراة بطولة المؤتمر الوطني لكرة القدم الأمريكية قبل أن يسقطوا أمام فريق دالاس كاوبويز في كل مرة. في عام 1992، عاد جو مونتانا بعد غياب ما يقرب من موسمين كاملين بسبب إصابة في الكوع في ذراعه، وبدأ النصف الثاني من مباراة ليلة الاثنين أمام ديترويت في 28 ديسمبر 1992. مع تشبث فريق سان فرانسيسكو سان فرانسيسكو 49 بتقدم 7-6، دخل مونتانا المباراة وبدا كما لو أنه لم يفوت أي لقطة، وأكمل 15-21 لمسافة 126 ياردة وهبوطين، حيث هزم فريق سان فرانسيسكو سان فرانسيسكو 49 الأسود 24-6. أنهى فريق سان فرانسيسكو سان فرانسيسكو 49 موسم 1992 مع سجل 14-2 وميزة ميدانية في التصفيات. هزمت سان فرانسيسكو واشنطن ريدسكينز 20-13 في مباراة فاصلة على مستوى الأقسام، لكنها خسرت أمام دالاس كاوبويز 30-20 في بطولة إن إف سي في كاندلستيك بارك.
في نهاية موسم 1992، مدفوعًا جزئيًا بالضجيج الإعلامي، كان أكبر جدل في الوسط في تاريخ كرة القدم على قدم وساق. بعد مناقشات مع المالك والمدرب، طلبت مونتانا، ومنحت، صفقة إلى رؤساء مدينة كانساس قبل موسم 1993. على الرغم من رغبة إيدي ديبارتولو في بقاء مونتانا وبدء عملها، أدرك مونتانا أنه هو ويونغ لا يمكنهما البقاء مع سان فرانسيسكو سان فرانسيسكو 49 دون جدل. نُقل عن مونتانا في وقت لاحق قولها: «لو بقيت وبدأت، لكانت هناك مشاكل. لو بقيت وبدأ ستيف يونغ، لكانت هناك مشاكل». أنهى فريق سان فرانسيسكو سان فرانسيسكو 49 موسم 1993، وهو الأول للفريق بدون جو مونتانا في القائمة، مع سجل 10-6 ولا. 2 بذرة في التصفيات. هزمت سان فرانسيسكو فريق نيويورك جاينتس 44-3 في المباراة الفاصلة للفرقة، لكنها خسرت أمام دالاس كاوبويز 38-21 في بطولة إن إف سي على ملعب تكساس.

### 1994-1998: لقب سوبر بول الخامس
في عام 1994، أنفق الفريق مبالغ كبيرة على إضافة العديد من الوكلاء المجانيين من فرق أخرى، بما في ذلك كين نورتون جونيور وجاري بلامر وريكي جاكسون وبارت أوتس وريتشارد دينت وتشارلز مان وديون ساندرز. بالإضافة إلى ذلك، قدم العديد من اللاعبين المبتدئين مساهمات رئيسية للفريق، وأصبح بعضهم مبتدئين على مدار الموسم مثل التدخل الدفاعي براينت يونغ والظهير ويليام فلويد والظهير لي وودال. بسبب إصابات خط الهجوم، واجه فريق فريق سان فرانسيسكو سان فرانسيسكو 49 بعض الأوقات الصعبة في وقت مبكر من الموسم، بما في ذلك خسارة 40-8 على أرضه أمام فيلادلفيا إيجلز، وخسارة 24-17 أمام فريق كانساس سيتي تشيفز، بقيادة لاعب الوسط السابق في فريق سان فرانسيسكو سان فرانسيسكو 49 جو مونتانا. بعد مباراة إيجلز، أظهر استطلاع أجري في محطة الإذاعة الرياضية المحلية كيو إن بي آر أن الغالبية العظمى من المشجعين نادي سان فرانسيسكو سان فرانسيسكو 49 يريدون طرد المدرب جورج سيفرت. كانت المباراة ضد النسور نقطة تحول للاعبي نادي سان فرانسيسكو سان فرانسيسكو 49 على الرغم من النتيجة غير المتوازنة. كان لاعب الوسط ستيف يونغ جالسًا على مقاعد البدلاء في الربع الثالث وشوهد لاحقًا غاضبًا على الهامش، وهو يصرخ بألفاظ نابية في سيفرت. في الأسبوع التالي في ديترويت، تخلف سان فرانسيسكو سان فرانسيسكو 49 عن الأسود 7-0. بعد رمي تمريرة، تم ضرب يونغ والتقاطه ودفعه إلى الأرض بواسطة ثلاثة مدافعين من ليونز. بعد الضربة، كان يونغ يصرخ ووجهه أحمر غامق. لقد زحف معظم الطريق خارج الملعب قبل أن يرفض المساعدة من المدربين بينما كان يعرج الطريق المتبقي خارج الملعب. عاد بأعجوبة إلى الملعب مرتين في وقت لاحق (تنص قواعد اتحاد كرة القدم الأميركي على أنه بعد حضور المدربين للاعب مصاب، يجب أن يغادر هذا اللاعب الملعب للعب مرة واحدة على الأقل) ليقود فريق سان فرانسيسكو 49 للفوز 27-21. احتشد الفريق حول يونغ للفوز بعشر مباريات متتالية، بما في ذلك فوز 21-14 على بطل سوبر بول المدافع مرتين دالاس كاوبويز. خلال تلك الفترة، كان متوسط هامش الفوز لـ فريق سان فرانسيسكو سان فرانسيسكو 49 ما يقرب من 20 نقطة لكل لعبة، وهي هيمنة مستمرة لم نشهدها منذ 1985 شيكاغو بيرز. على الرغم من تسجيلهم 8 نقاط فقط في مباراة واحدة و 14 في مباراة أخرى، فإن فريق سان فرانسيسكو سان فرانسيسكو 49 سجلوا رقمًا قياسيًا جديدًا لإجمالي النقاط المجمعة في الموسم العادي وما بعد الموسم. تم كسر هذا الرقم القياسي في وقت لاحق من قبل نيو إنجلاند باتريوتس في عام 2007 (سجل مينيسوتا فايكنغز عام 1998 556 نقطة في الموسم العادي، ولكن 68 نقطة فقط بعد الموسم، ليصبح المجموع 624 نقطة، بينما سجل فريق سان فرانسيسكو سان فرانسيسكو 49 في 1994 سان فرانسيسكو 495 نقطة في الموسم العادي و 131 بعد الموسم. نقطة لما مجموعه 626، وهي ثاني أعلى علامة في تاريخ اتحاد كرة القدم الأميركي). حتى بعد تلك النقاط الأولية الصعبة في وقت مبكر من الموسم، أنهى فريق سان فرانسيسكو سان فرانسيسكو 49 الموسم 13-3 مع ميزة ملعبهم طوال التصفيات. في مباراتهم الأولى، هزموا شيكاغو بيرز بسهولة، 44-15، ليقيموا المباراة الثالثة على التوالي في بطولة سان فرانسيسكو سان فرانسيسكو 49 – كاوبويز المؤتمر الوطني لكرة القدم الأمريكية. استفاد سان فرانسيسكو سان فرانسيسكو 49 من ثلاثة تحولات مبكرة من كاوبويز، حيث تقدموا بنسبة 21-0 في الربع الأول. تقدم 31-14 في نهاية الشوط الأول بعد تمريرة مثالية من 29 ياردة من يونج إلى رايس في الثواني الأخيرة، بدت اللعبة بعيدة المنال لكاوبويز. لكن تعثر سان فرانسيسكو 49 في الركلة الافتتاحية للربع الثالث أدى إلى نتيجة كاوبوي، مما أدى إلى تقليص الفارق إلى 31-21. في وقت لاحق، استجاب اللاعبون نادي سان فرانسيسكو سان فرانسيسكو 49 بمسيرة يونغ، مما جعل النتيجة 38-21، قبل أن يسجل كاوبويز هبوطًا آخر في الدقائق الأخيرة بنتيجة 38-28. أدى الفوز المقنع إلى تأهل فريق سان فرانسيسكو سان فرانسيسكو 49 إلى ظهورهم الخامس في سوبل بول، والأول الذي يلعبه فريقان من كاليفورنيا. قام فريق سان فرانسيسكو سان فرانسيسكو 49 بالتمرير على سان دياغو تشارجرز سان فرانسيسكو 49–26 خلف 6 تمريرات لمس سجل يونغ للأرقام القياسية في سوبل بول XXIX، في ذلك الوقت أصبح الفريق الأول الذي يفوز بخمسة قياسية من سوبل بولs. أخيرًا، أسس نفسه كخليفة جدير لجو مونتانا، وحصل يونغ على جائزة أفضل لاعب في اللعبة. عززت سلسلة سان فرانسيسكو سان فرانسيسكو 49 من خمسة انتصارات سوبل بول في 14 موسمًا (1981-1994) إلى جانب الستينيات فينس لومباردي غرين باي باكرز وتشاك كنول وبيتسبورغ ستيلرز كواحدة من أعظم السلالات الحديثة في اتحاد كرة القدم الأميركي.
قام فريق سان فرانسيسكو فريق سان فرانسيسكو سان فرانسيسكو 49 بإجراء التصفيات في عام 1995 ومرة أخرى في عام 1996، حيث تم إقصائهم من قبل فريق جرين باي باكرز في كلتا المرتين في الجولة التقسيمية. في 17 يناير 1997، تقاعد جورج سيفرت كمدرب سان فرانسيسكو سان فرانسيسكو 49. في نفس اليوم الذي تقاعد فيه سيفرت، عين فريق سان فرانسيسكو 49 مدربًا لفريق كال ستيف ماريوتشي كبديل له. في ذلك الوقت، لم يكن لدى ماريوتشي سوى سنة واحدة من الخبرة في تدريب الرأس على أي مستوى. كانت المباراة الأولى لموسم 1997 ضد تامبا باي بوكانيرز بمثابة كارثة، حيث سقط كل من لاعب الوسط ستيف يونغ والمتلقي جيري رايس بسبب الإصابات. وبدا أن رايس غاب عن الموسم بسبب إصابة خطيرة في الركبة، في حين غادر يونغ المباراة بإحدى الإصابات العديدة التي تعرض لها طوال مسيرته. ومع ذلك، تغلب الفريق على الشدائد: عاد يونغ بعد أسبوعين، ومع الدفاع الأول في الدوري، أنهى فريق سان فرانسيسكو سان فرانسيسكو 49 الموسم برقم قياسي 13-3 والذي تضمن 11 مباراة متتالية والتي كانت الأطول من قبل مدرب مبتدئ في في ذلك الوقت، أصبح فريق سان فرانسيسكو سان فرانسيسكو 49 أسرع فريق في تاريخ اتحاد كرة القدم الأميركي ليحسم دوريهم في ذلك الوقت. عاد رايس لمدة ربع ونصف في الأسبوع 16 ضد دنفر برونكو، قبل أن يتعرض لإصابة أخرى في ركبته (لا علاقة لها بالإصابة الأولى). في التصفيات، هزم سان فرانسيسكو سان فرانسيسكو 49 مينيسوتا فايكنغز 38-22، وتقدموا إلى مباراة بطولة المؤتمر الوطني لكرة القدم الأمريكية لأول مرة منذ 1994، حيث التقوا مرة أخرى مع جرين باي باكرز في كاندلستيك بارك، لكنهم خسروا 23-10.
خلال ذلك الموسم، كان إيدي ديبارتولو جونيور متورطًا في تحقيق فساد بخصوص حاكم ولاية لويزيانا إدوين إدواردز وأحد كازينوهات القارب النهري في ميسيسيبي. واعترف ديبارتولو في وقت لاحق بأنه مذنب في عدم الإبلاغ عن تهمة جناية في عام 1998. تم تعليقه من السيطرة النشطة على سان فرانسيسكو سان فرانسيسكو 49 لمدة عام واحد. تولت شقيقته دينيس وزوجها الدكتور جون يورك عمليات الفريق. في عام 1998، عاد جيري رايس أخيرًا من الأسبوع الأول لإصابته في الركبة ضد نيويورك جيتس، وهي لعبة لا يُنسى أكثر من غيرها لأنها ركضت مسافة 96 ياردة من جاريسون هيرست في الوقت الإضافي للفوز بالمباراة. كان نادي سان فرانسيسكو سان فرانسيسكو 49 لاعبين يملكون ثاني أكثر هجوم إنتاجي في تاريخ الدوري. يونغ، الذي تم استجوابه فيما إذا كان تاريخه في الارتجاج سيضع نهاية لمسيرته، كان قد قضى أفضل موسم له، حيث رمي 4170 ياردة، و 36 هبوطًا و 12 اعتراضًا فقط. أصبح جيري رايس، لاعب العام الثالث تيريل أوينز، ولاعب العام الرابع جي جي ستوكس أول ثلاثي في تاريخ الفريق يمرر 60 تمريرة على الأقل في نفس الموسم، ركض هيرست لمسافة 1570 ياردة و 7 هبوط بينما كان متوسطه 5.1 ياردة لكل حمل. أنهى نادي سان فرانسيسكو سان فرانسيسكو 49 لاعبين 12-4، وهو موسم فوزهم السادس عشر على التوالي (كلهم حققوا 10 انتصارات أو أكثر)، وحصلوا على رصيف على بطاقة البدل.
مرة أخرى، واجه سان فرانسيسكو سان فرانسيسكو 49 فريق جرين باي باكرز في التصفيات. بدت الأمور قاتمة عندما تأخر سان فرانسيسكو سان فرانسيسكو 49 27-23 في الثواني الأخيرة. ومع ذلك، في اللحظة الأخيرة من اللعبة، ضرب يونج تيريل أوينز (الذي كان يخوض مباراة مروعة حتى تلك اللحظة) في تمريرة لمس 25 ياردة مثيرة وحائزة على اللعبة، أطلق عليها الكثيرون اسم «ذا كاتش 2». وضع ذلك فريق سان فرانسيسكو سان فرانسيسكو 49 في المقدمة 30-27 مع بقاء ثلاث ثوانٍ فقط على ساعة المباراة، ليحقق الفوز. بعد فوزه أخيرًا على باكرز، خسر اللاعبون نادي سان فرانسيسكو سان فرانسيسكو 49 أمام بطل المؤتمر الوطني لكرة القدم الأمريكية في نهاية المطاف أتلانتا فالكونز في جولة الأقسام 20-18، في مباراة تميزت فيها إصابة هيرست بكسر بشع في الكاحل في أول مباراة من المشاجرة.

### 1999-2002: تغيير الملكية
عاد ديبارتولو من إيقافه في عام 1999، ولكن سلسلة من الدعاوى القضائية للسيطرة على ممتلكات العائلة الشاسعة أدت به إلى تسليم الحصة المسيطرة إلى يوركس كجزء من تسوية 2000. أصبحت دينيس يورك رئيسة مجلس الإدارة، بينما أصبح جون يورك الرئيس التنفيذي. على أرض الملعب، انطلق فريق سان فرانسيسكو سان فرانسيسكو 49 في بداية المباراة بنتيجة 3-1، ثم في مباراة كرة قدم متلفزة على المستوى الوطني يوم الإثنين ضد أريزونا كاردينالز، تعرض ستيف يونغ لضربة عمياء من ظهير الزاوية إينياس ويليامز التي أخرجته من المباراة وأقنعه في النهاية عليه أن يتقاعد. في ذلك الوقت، كان يُعتقد أن الضربة الشديدة أنهت مسيرته، لكن يونغ قال في وقت لاحق في مقابلات إنه كان من الممكن أن يعود للعب موسم أو موسمين آخرين. بعد لقائه مع المدير العام آنذاك بيل والش وإخباره كيف ستجعل مشاكل الحد الأقصى للراتب الفريق غير قادر على المنافسة، اختار يونغ التقاعد بدلاً من المخاطرة بصحته على المدى الطويل أكثر من أجل نادٍ خاسر محتمل. بدون قاعة المشاهير في المستقبل، تولى اللاعب الصاعد جيف جارسيا البالغ من العمر 29 عامًا دور قورتربك، لكنه كان سيُعرض على مقاعد البدلاء بسبب الأداء الضعيف لصالح ستيف ستينستروم. وسيعاد جارسيا إلى منصبه كلاعب قورتربك في البداية وفي آخر 5 مباريات من الموسم العادي. خسر فريق سان فرانسيسكو سان فرانسيسكو 49 11 من آخر 12 مباراة، وخسروا أول موسم لهم في عام بدون إضراب منذ عام 1980، وهي أيضًا المرة الأخيرة التي لم يفز فيها فريق سان فرانسيسكو سان فرانسيسكو 49 على الأقل بعشر مباريات أو أكثر في موسم واحد. كما توفي بوب ماكيتريك، مدرب خط الهجوم سان فرانسيسكو سان فرانسيسكو 49 منذ عام 1979، بسبب السرطان في أعقاب موسم 1999.
قبل موسم 2000، تم اختيار جيف جارسيا لاعب الوسط على الرغم من أن نادي سان فرانسيسكو 49 قاموا بصياغة لاعبي الوسط (جيوفاني كارمازي في الدور الثالث وتيم راتاي في الدور السابع). حافظ جارسيا على المنصب الأساسي طوال الموسم وأظهر تحسنًا جذريًا عن العام السابق. لقد حطم رقماً قياسياً في الامتياز لمعظم ياردات المرور في موسم واحد، مع 4278 ياردة مارة و 31 هبوطاً و 10 اعتراضات فقط. حصل كل من جارسيا وتيريل أوينز، اللذان نصبا نفسه على أنه المتلقي الأول للفريق، على أول اختيارات لبرو بول. ومع ذلك، فقد أنهى نادي سان فرانسيسكو 49 6-10، وغاب عن التصفيات للموسم الثاني على التوالي للمرة الأولى منذ 1979 و 1980، بسبب دفاع خسر 26.4 نقطة في المباراة الواحدة وإجمالي 422 نقطة. كان موسم 2000 هو العام الأخير لجيري رايس مع نادي سان فرانسيسكو 49. لعب 16 موسماً مع الفريق. في موسم 2001، أثبت نادي سان فرانسيسكو 49 أنفسهم كفريق فاصل مرة أخرى بعد عامين من الهبوط. لقد انتهوا من الرقم القياسي 12-4 ورصيف حرف البدل. جاء ربع انتصاراتهم في عودة الربع الرابع. شهد دفاعهم أيضًا عامًا من الارتداد، حيث انتقل من دفاع المرتبة 28 في عام 2000 إلى المركز التاسع. أصبح تيريل أوينز الهدف المفضل لجيف جارسيا. عاد غاريسون هيرست، الذي أُجبر على الاعتزال كرة القدم بعد كسر كاحله في تصفيات الفرق عام 1998، إلى التشكيلة بعد أكثر من عامين من إعادة التأهيل. أصبح أول لاعب في تاريخ اتحاد كرة القدم الأميركي يعود إلى كرة القدم بعد إصابته بنخر في الأوعية الدموية. لقد قضى موسمًا ممتازًا، حيث اندفع لمسافة 1206 ياردات بمتوسط 4.8. أكسبته عودته جائزة أفضل لاعب في دوري كرة القدم الأمريكية. في الأسابيع الستة الأخيرة من الموسم، قام دفاع نادي سان فرانسيسكو 49 بإغلاق ثلاثة فرق (بوفالو بيلز وميامي دولفينز ونيو أورليانز سينتس)، وكان لديهم أحد أروع مدرجات خط المرمى ضد فيلادلفيا إيجلز. في أول مباراة فاصلة للفريق منذ عامين، لعبوا ضد غرين باي باكرز في ملعب لامبو فيلد في المؤتمر الوطني لكرة القدم الأمريكية وايلد كارد، لكنهم خسروا 25-15.
بدأ موسم 2002 الدوري الوطني لكرة القدم الأمريكية مع إعادة تنظيم الأقسام. اكتسب فريق 49 من المنافسين الجدد في الأقسام، وهما سياتل سي هوكس وأريزونا كاردينالز، بينما انتقل أعداء الفرق السابقون أتلانتا فالكونز ونيو أورلينز ساينتس وكارولينا بانثرز إلى المؤتمر الوطني لكرة القدم الشرقية الأمريكية الذي تم تشكيله حديثًا. انخفض إنتاج الفريق عن العام السابق. انتقل جيف جارسيا من 31 و 32 هبوطًا في الموسمين السابقين، إلى 21 فقط في عام 2002. عانى دفاع نادي سان فرانسيسكو 49 في بعض الأحيان، حيث انخفض من المركز التاسع للدفاع في الموسم السابق إلى المركز التاسع عشر. على الرغم من أن الفريق لم يحرز نفس النجاح الذي حققه في الموسم العادي لعام 2001، إلا أن نادي سان فرانسيسكو 49 فازوا بلقب المؤتمر الوطني لكرة القدم الغربية الأمريكية للمرة الأولى منذ عام 1997، حيث جاءت مباراة الانتزاع في آخر ثانية إلى تيريل أوينز ضد دالاس كاوبويز. أنهى الـ نادي سان فرانسيسكو 49 10–6. في التصفيات 2002-2003 الدوري الوطني لكرة القدم الأمريكية استضافوا نيويورك جاينتس في 2002 المؤتمر الوطني لكرة القدم الأمريكية وايلد كارد. كان العمالقة يتقدمون 38-14 في أواخر الربع الثالث ؛ ومع ذلك، بدأ دفاع العمالقة، الذي كان يحتل مرتبة عالية طوال العام، في الانهيار، وبحلول الدقيقة الأخيرة من الربع الرابع، قاد جيف جارسيا الفريق للخلف من تأخر 24 نقطة ليقدم نقطة واحدة. قاد لاعب الوسط العملاق كيري كولينز بعد ذلك حملة في الدقيقة الأخيرة من المباراة ليضع العمالقة في خط الـ 49 ياردة الذي يبلغ طوله 23 ياردة قبل ست ثوانٍ من تسديدة على هدف ميداني فائز بالمباراة. قام النهاش الطويل تراي جانكين، الذي تم توقيعه من قبل العمالقة في ذلك الأسبوع، بفرقعة سيئة، لذلك حاول مات ألين تمريرة يائسة أسفل الملعب، والتي سقطت غير مكتملة، ولكن كان هناك علم على المسرحية. كان الفكر الأولي من قبل المتفرجين والعمالقة هو أن التداخل في التمرير قد ارتكبه بوضوح دفاع نادي سان فرانسيسكو 49، لكن العلم كان ضد العمالقة لمستقبل غير مؤهل، لذلك انتهت اللعبة. في اليوم التالي، اعترف اتحاد كرة القدم الأميركي بأن الحكم قد فجر المكالمة، وأن الـ 49 لاعبين قد ارتكبوا بالفعل تداخلًا في التمرير، وأنه كان يجب إعادة الكرة السفلية. تم عقد مؤتمر صحفي وسأل أحد الصحفيين مدرب نادي سان فرانسيسكو 49 ستيف ماريوتشي عن أفكاره حول اتحاد كرة القدم الأميركي قائلاً إنهم فجروا المكالمة، وأجاب: «بومر». كان هذا ثاني أكبر انتصار في تاريخ التصفيات في اتحاد كرة القدم الأميركي، حيث فاز نادي سان فرانسيسكو 49 بـ 39-38. خسر الـ 49 في الأسبوع التالي أمام بطل سوبر بول في نهاية المطاف تامبا باي القراصنة في الجولة التقسيمية، 31-6. كان هذا آخر ظهور لما بعد الموسم لـ نادي سان فرانسيسكو 49 حتى تصفيات 2011-12. ستيف ماريوتشي، الذي أدت تصريحاته المنشورة حول درجة قوته في المنظمة إلى توتر العلاقات المتوترة بالفعل مع الإدارة، إلى طرده من قبل جون يورك، على الرغم من سجله الرابح في صراع الغرور.

### 2003-2010: الكفاح
تمَّ توقيع عقد مدرب ولاية أوريغون دينيس إريكسون لمدة خمس سنوات ليحل محل ماريوتشي. تعرض تعيين إريكسون لانتقادات شديدة من قبل المعجبين ووسائل الإعلام، حيث كانت فلسفة إريكسون الهجومية مختلفة تمامًا عن جريمة الساحل الغربي. كان موسم 2003 مليئًا بالاضطراب بالنسبة لـ نادي سان فرانسيسكو 49. بينما بدأ ناينرز الموسم بهدم 49-7 لشيكاغو، سرعان ما بدأ الفريق في الانهيار بعد ذلك، حيث تحولت العلاقة بين جارسيا وأوينز إلى تعكر جارسيا مع ثناء أوينز العام للعب الظهير الظهير تيم راتاي. رد غارسيا بملاحظة غامضة «لا يمكننا أن ندع المرض ينتشر»؛ رداً على ذلك، ارتدى أوينز قناع الجراح في الممارسة التالية. عانى الفريق أيضًا من إصابات للاعبين الرئيسيين على جانبي الكرة. بدأت المسرحية المتهورة لجيف جارسيا في التأثير عليه، حيث اضطر إلى التغيب عن 3 مباريات خلال الموسم. أنهى الـ49 لاعبين 7-9 وغابوا عن التصفيات. على الرغم من هذه النتيجة المخيبة للآمال، تم الإبقاء على إريكسون كمدرب لموسم 2004. أدت تصرفات أوينز داخل وخارج الميدان إلى قيام الـ 49 من الذين قاموا بتبادله مع فريق فيلادلفيا إيجلز خلال فترة العطلة. تم إطلاق سراح العديد من اللاعبين الرئيسيين الآخرين في فئة 49er بسبب مخاوف بشأن سقف الرواتب، بما في ذلك جارسيا وهيرست. أنهى الفريق موسم 2004 بسجل 2-14، وربط أسوأ امتياز وانتهى في المؤتمر الوطني لكرة القدم الغربية الأمريكية للمرة الأولى منذ عام 1979، منهياً ما كان أطول خط نشط لـ الدوري الوطني لكرة القدم الأمريكية لعدم الانتهاء منه في القسم الأخير. مع أسوأ سجل في الدوري الوطني لكرة القدم الأمريكية، حصل الفريق على حقوق الاختيار الأول في مسودة الدوري الوطني لكرة القدم الأمريكية. تم طرد دينيس إريكسون والمدير العام تيري دوناهو.

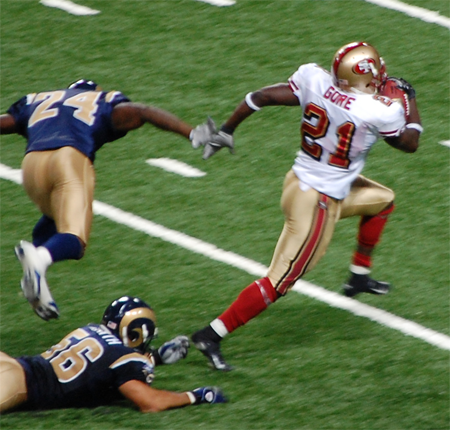
لاعب نادي سان فرانسيسكو 49 فرانك جور في مباراة ضد سانت لويس رامز في عام 2007

بعد بحث شامل عن التدريب، استأجر فريق 49 من فريق بالتيمور رافينز مايك نولان كمدرب رئيسي لهم. كان نولان نجل ديك نولان، الذي قاد الفريق إلى ثلاث مباريات فاصلة متتالية من 1970 إلى 1972. لم يقم الـ نادي سان فرانسيسكو 49 بتعيين مدير عام. في المسودة الأولى لمايك نولان كمدرب رئيسي، اختار لاعب الوسط أليكس سميث من جامعة يوتا مع أول اختيار شامل لمسودة اتحاد كرة القدم الأميركي لعام 2005. لقد كان اختيارًا تنبأ به معظم الناس، على الرغم من أن الكثيرين اعتقدوا أن نادي سان فرانسيسكو 49 قد يختارون المنتج المحلي آرون رودجرز من جامعة كاليفورنيا. كان موسم المبتدئين لأليكس سميث كارثيًا، حيث أدى إلى هبوط واحد فقط ضد أحد عشر اعتراضًا. أنهى الفريق المركز الرابع في المؤتمر الوطني لكرة القدم الغربية الأمريكية للسنة الثانية على التوالي، مع سجل 4-12. حصل هذا على نادي سان فرانسيسكو 49 الاختيار السادس في مسودة الدوري الوطني لكرة القدم الأمريكية لعام 2006 والتي استخدموها لصياغة نهاية ضيقة فيرنون ديفيس. تحسن أليكس سميث والفريق بشكل كبير في عام 2006، بقيادة لاعب السنة الثانية فرانك جور من جامعة ميامي. ركض جور للحصول على سجل امتياز من 1695 ياردة متسارعة، مما أدى إلى المؤتمر الوطني لكرة القدم الأمريكية وايلد كارد، إلى جانب 8 هبوط. حصل على أول ظهور له في برو بول. كما اكتسحوا منافسه في دوري الدرجة الأولى والمدافع عن بطل المؤتمر الوطني لكرة القدم الأمريكية وايلد كارد، سياتل سي هوكس، وأبقوا دنفر برونكو من رصيف الملحق في المباراة الأخيرة من الموسم. ومع ذلك، أنهى الفريق 7-9، وهو موسم الخسارة الرابع على التوالي.

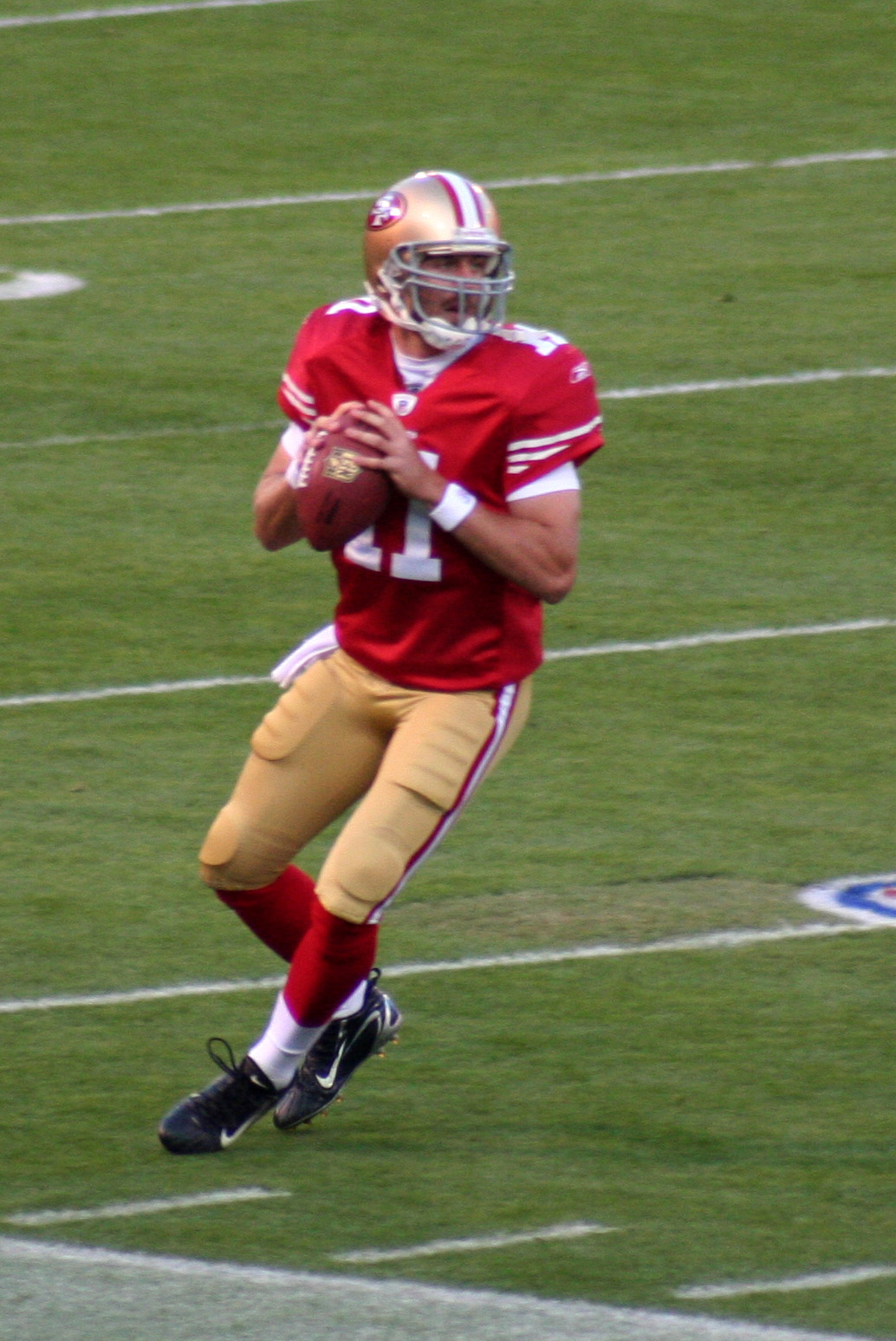
لاعب الوسط السابق في نادي سان فرانسيسكو 49 أليكس سميث

في غير موسمها، وقع اللاعبون البالغ عددهم نادي سان فرانسيسكو 49 على نيت كليمنتس وسلامة مايكل لويس لتحسين المستوى الثانوي. كان عقد كليمنت بقيمة 80 مليون دولار لمدة ثماني سنوات، وهو أكبر عقد يُمنح للاعب دفاعي في تاريخ اتحاد كرة القدم الأميركي في ذلك الوقت. في مسودة اتحاد كرة القدم الأميركي، قدم اللاعبون الـ 49 إضافة رئيسية أخرى إلى دفاعهم، واختاروا خط الوسط باتريك ويليس مع الاختيار العام الحادي عشر. في نهاية المطاف، تم تسمية ويليس بلقب الدوري الوطني لكرة القدم الأمريكية لعام 2007. قبل بداية موسم 2007، توفي بيل والش مدرب قاعة المشاهير بسبب مضاعفات سرطان الدم. بدأ الـ نادي سان فرانسيسكو 49 الموسم 2-0، لأول مرة منذ 1998. في المباراة الرابعة من الموسم، ضد سياتل سي هوكس، عانى أليكس سميث من كتف منفصل في اللعب الثالث للعبة، وهي إصابة أعاقت لعبه بشدة وأدت في النهاية إلى نهاية مبكرة لحملة 2008 بعد إجراء جراحة في الكتف. بشكل رئيسي بسبب كفاح الظهير الخلفي ترينت ديلفر وإصابة أليكس سميث، خسر نادي سان فرانسيسكو 49 ثماني مباريات متتالية من الأسبوع الثالث حتى الأسبوع الثاني عشر، لينهي العام برقم قياسي مخيب للآمال 5-11. أثيرت أسئلة حول مستقبل أليكس سميث، الذي ابتليت مواسمه الثلاثة الأولى باللعب غير المتناسق، والإصابات، ولم يكن لديه نفس المنسق الهجومي من عام إلى آخر. صرح المدير الفني مايك نولان ومنسق الهجوم الجديد مايك مارتز أن منافسة بين سميث وشون هيل ورجل المباراة في اتحاد كرة القدم الأميركي جيه تي أوسوليفان ستخوض أول مباراتين لما قبل الموسم لعام 2008. تم تسمية أسولفان بالمبتدئين في نادي سان فرانسيسكو 49 بسبب معرفته بجريمة مارتز وبعد أدائه بشكل أفضل من سميث أو هيل في أول ثلاث مباريات قبل الموسم. في 20 أكتوبر 2008، بعد 2-5 بداية، تم فصل مايك نولان. تم تعيين مساعد المدير الفني مايك سينجليتاري، أحد لاعبي قاعة مشاهير محترفي كرة القدم مع فريق شيكاغو بيرز، كمدرب رئيسي مؤقت. أثبت اللاعب أنه المفضل لدى الجماهير عندما أجرى مقابلة لا تُنسى بعد المباراة بعد مباراته الأولى كمدرب رئيسي. قال سينجليتاري عن خسارتهم: «... في الوقت الحالي، علينا معرفة الصيغة. صيغتنا. صيغتنا هي: نخرج ونضرب الناس في أفواههم». ذهب الفريق 5-4 بشكل عام تحت قيادة سينجليتاري، وفاز بخمس من آخر سبع مباريات وأنهى الموسم برقم قياسي 7-9. بعد المباراة الأخيرة من الموسم، تم تعيين سينجليتاري كمدرب رئيسي دائم من قبل جيد يورك، الذي تم تعيينه رئيسًا للفريق قبل أيام فقط. جيد يورك هو ابن جون يورك ودينيس ديبارتولو يورك.

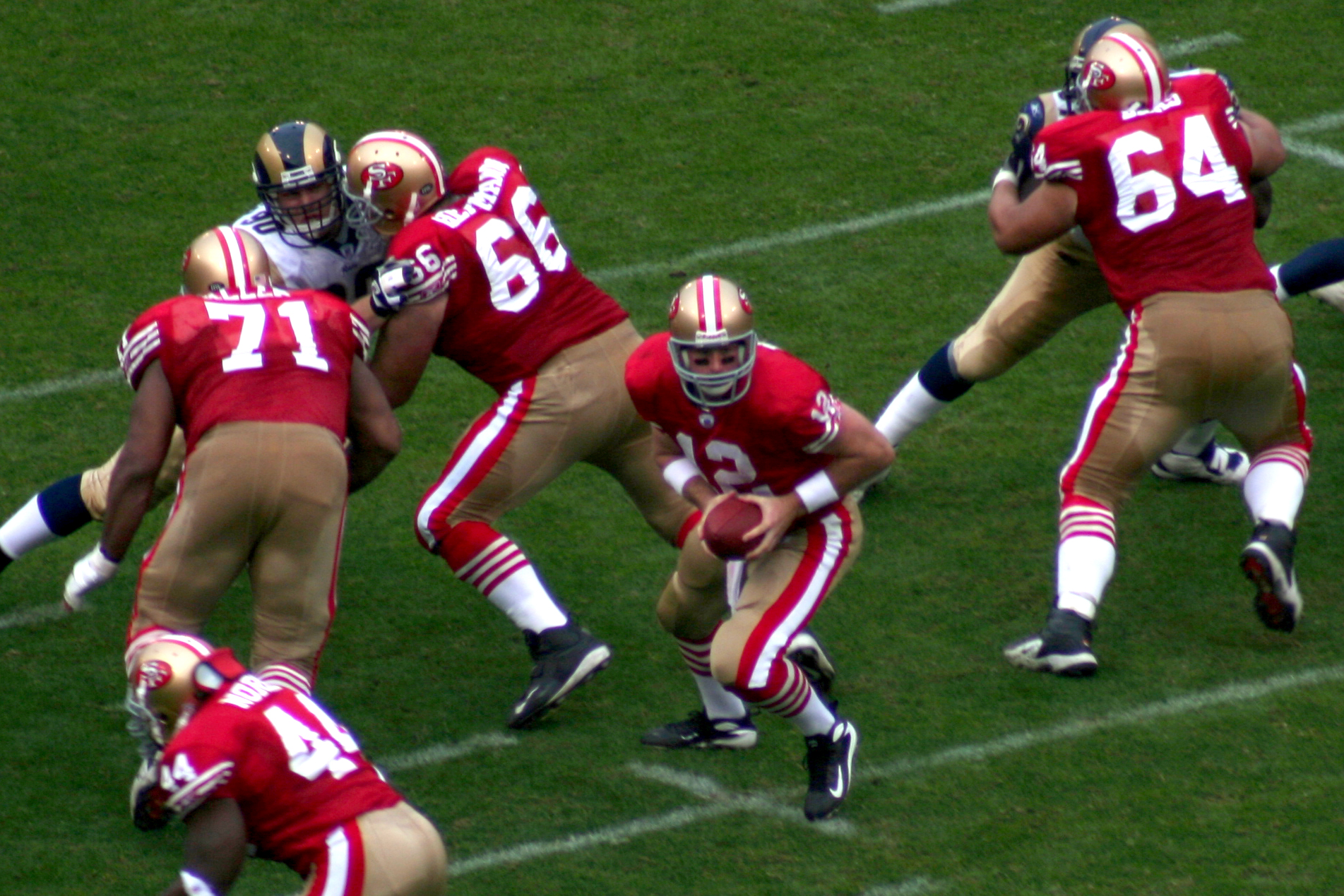
ترينت ديلفر (رقم 12) قورتربك 2007 نادي سان فرانسيسكو 49

في 25 أبريل 2009، اختار نادي سان فرانسيسكو 49 تيكساس تيك ميخائيل كرابتري، لاعب اعتقد الكثيرون أنه سيذهب في المراكز الخمسة الأولى، مع الاختيار العاشر في الجولة الأولى من مسودة الدوري الوطني لكرة القدم الأمريكية لعام 2009. أصبح المعسكر التدريبي لعام 2009 هو الأول منذ عام 2005 الذي فشل فيه نادي سان فرانسيسكو 49 في التوقيع على جميع الناشئين الجدد وفي معسكر تدريب في الوقت المحدد، حيث صمد كرابتري في محاولة للتوصل إلى عقد. توصل أخيرًا إلى اتفاق عقد في 7 أكتوبر 2009، بعد أن غاب عن أول أربع مباريات من الموسم العادي. سجل اللاعبون الـ 49 رقما قياسيا 8-8 بعد موسم محبط، حيث خسروا مباراتين فقط بأكثر من الهبوط. ومع ذلك، كان هذا أول موسم لا يخسر فيه الفريق منذ عام 2002. على الرغم من غياب التصفيات للموسم السابع على التوالي، أظهر العديد من اللاعبين الرئيسيين علامات تحسن. استعاد أليكس سميث دوره بصفته لاعب الوسط في فريق 49 (بعد أن فاز شون هيل بمهمة البداية في معسكر التدريب)، حيث مر لأكثر من 2000 ياردة مع 19 هبوطًا، بينما جمع فرانك جور موسمه الرابع على التوالي البالغ 1000 ياردة، وهو رقم قياسي يبلغ 49 ثانية.. أظهر سافيتي دايشن جولدشن علامات على الإمكانات في عامه الأول كبداية بدوام كامل، حيث سجل 94 تمريرة، وأربعة اعتراضات، وثلاثة تمسكات قسرية، وكيسان. حقق فيرنون ديفيس على وجه الخصوص عامًا رائعًا في نهاية ضيقة، حيث حصل على مرتبة الشرف في برو بول مع 965 ياردة و 13 هبوطًا (ربط سجل الدوري الوطني لكرة القدم الأمريكية بمركزه). شهد عام 2010 انتقال خمسة من نادي سان فرانسيسكو 49 إلى برو بول: باتريك ويليس وفيرنون ديفيس وفرانك جور وجوستين سميث والمقامرة آندي لي.
بدأ موسم 2010 مع فريق نادي سان فرانسيسكو 49 المفضل للفوز بلقب المؤتمر الوطني لكرة القدم الغربية الأمريكية بعد تقاعد الكاردينال كورت وارنر في وقت مبكر من الموسم، لكن الموسم كان كارثيًا. بدأوا من 0-5، وهي أسوأ بداية لهم منذ أيام الظلام عام 1979. في الأسبوع 3، أطلق نادي سان فرانسيسكو 49 منسق الهجوم جيمي راي، الذي تم اختياره يدويًا من قبل سينجليتاري في موسم 2009. بدء السلامة طالب مايكل لويس بالإفراج عنه بعد أن تم تخفيض رتبته لصالح سلامة المبتدئ تايلور ميس. بحلول منتصف الموسم، كان سينجليتاري يغير الوسط بين أليكس سميث وتروي سميث، الذين تم اختيارهم في وكالة حرة بعد فترة ما قبل الموسم، ولكن مع تأثير ضئيل. في 27 ديسمبر 2010، أقال 49 لاعبا مايك سينجليتاري كمدرب رئيسي، وعينوا مدرب خط الدفاع جيم تومسولا كمدرب رئيسي مؤقت للمباراة الأخيرة من الموسم. أنهى نادي سان فرانسيسكو 49 بـ 6-10 في ذلك الموسم.

### 2011-2014: عصر جيم هاربو
في 4 يناير 2011، قام جيد يورك بترقية المدير العام المؤقت ترينت بالكي ليكون المدير العام الدائم. تولى بالكي المنصب بعد إعفاء المدير العام السابق سكوت مكلوغان من مهامه في العام السابق. بعد يومين، في 7 يناير 2011، تم تعيين المدير الفني السابق لجامعة ستانفورد جيم هاربو مدربًا جديدًا لـ نادي سان فرانسيسكو 49. في مسودة اتحاد كرة القدم الأمريكية لعام 2011، اختار نادي سان فرانسيسكو 49 النهاية الدفاعية/الظهير ألدون سميث من جامعة ميسوري مع الاختيار السابع من الجولة الأولى. كما اختار فريق نادي سان فرانسيسكو 49 قورتربك كولين كايبرنيك من جامعة نيفادا في رينو مع الاختيار العام رقم 36 في الجولة الثانية.

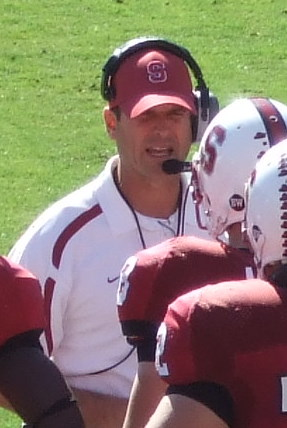
تولى جيم هاربو منصب المدير الفني في عام 2011

بعد انتهاء نزاع عمالي كاد يهدد بتأجيل موسم 2011 أو إلغائه، اتخذ الـ 49 من أعضاء الفريق قرارًا مثيرًا للجدل بإعادة توقيع أليكس سميث إلى عقد بقيمة 4.8 مليون دولار لمدة عام واحد. بسبب قرار الاحتفاظ بسميث، وتقصير الموسم مع طاقم تدريب جديد تمامًا، كان من المتوقع أن يكون الفريق من بين أسوأ الفرق في الدوري من قبل المتنبئين في اتحاد كرة القدم الأميركي. على الرغم من ذلك، حقق موسم هارباوف الأول نجاحًا كبيرًا. بعد 10 أسابيع، كان 49 لاعبين 9-1، أبرزها انتصارات طريق ضد فيلادلفيا إيجلز، حيث عاد الفريق من تأخر 20 نقطة في الشوط الثاني، وديترويت ليونز الذي لم يهزم سابقًا. أصبح دفاع نادي سان فرانسيسكو 49 أحد أكثر الدفاعات ترويعًا في الدوري، لا سيما ضد الركض - عدم السماح للاندفاع لمسافة 100 ياردة أو الهبوط السريع الفردي حتى الأسبوع 16 من الموسم العادي. ازدهر أليكس سميث في النظام الجديد، حيث أعاد إحياء مسيرته المهنية أثناء اللعب لمنسق هجومي جديد آخر - وهو السادس له في ست سنوات. في الأسبوع 13، فاز نادي سان فرانسيسكو 49 على المؤتمر الوطني لكرة القدم الغربية الأمريكية بفوزهم على سانت لويس رامز، وأنهوا أخيرًا الجفاف الذي دام تسع سنوات. أنهى الـ نادي سان فرانسيسكو 49 الموسم برقم قياسي 13-3، وحصلوا على المصنفة الثانية الشاملة في المؤتمر الوطني لكرة القدم الأمريكية وايلد كارد. في التصفيات، هزموا نيو أورلينز ساينتس 36-32 بعد تمريرة هبوط من أليكس سميث إلى فيرنون ديفيس في الثواني الأخيرة من المباراة. وصل الفريق إلى بطولة المؤتمر الوطني لكرة القدم الأمريكية وايلد كارد لأول مرة منذ عام 1997، وواجه فريق نيويورك جاينتس. خسروا أمام العمالقة بنتيجة 20-17 في الوقت الإضافي بعد خطأين حاسمين من قبل رجلا العودة الاحتياط كايل ويليامز.
في عام 2012، كان من المتوقع أن يكون اللاعبون الـ 49 هم أبطال المؤتمر الوطني لكرة القدم الغربية الأمريكية وربما يجرون سباق سوبر بول. ابتداءً من الموسم 6-2، واصل الـ نادي سان فرانسيسكو 49 مواجهة المنافس سانت لويس رامز في الأسبوع العاشر. أصيب أليكس سميث بارتجاج في المخ في الربع الثاني وخرج من المباراة. تم استبداله بكولن كايبرنيك من الدور الثاني عام 2011، والذي قاد فريق 49 إلى الخلف لتعادل المباراة. في الأسبوع التالي، قام كيبرينيك ونادي سان فرانسيسكو 49 بسحق شيكاغو بيرز 32-7، واختار هارباوغ كبداية الأسبوع المقبل ضد نيو أولنرز سانت، على الرغم من تصريح سميث للعب. بدأ الجدل قورتربك. على الرغم من قيادة سميث لاتحاد كرة القدم الأميركي في نسبة الإنجاز (70٪) وتقدير المارة (104.1)، كان كابيرنيك يعتبر أكثر ديناميكية بفضل قدرته على التدافع وقوة ذراعه. بدأ كيابرنيك في نهاية المطاف بقية الموسم، من 5 إلى 2. سجل كيابرنيك الرقم القياسي للاندفاع الساحات لوسط الظهير في التصفيات مع 181 ياردة سريعة ضد جرين باي باكرز. هزم نادي سان فرانسيسكو 49 باكرز وأتلانتا فالكونز في التصفيات وتقدموا إلى سوبر بول XLVII، لكنهم حُرموا من فوزهم السادس في سوبر بول ضد فريق بالتيمور رافينز، الذي كان يدربه جون هاربو، 34-31.
قصة أخرى قرب نهاية موسم 2012 كانت موثوقية كيكر ديفيد أكيرز. قرب نهاية الموسم، بدأ في إظهار علامات التراجع، وفقد هدف ميداني واحد من 20 إلى 30 ياردة، وهدفين ميدانيين بطول 30-40 ياردة، وستة أهداف ميدانية من 40 إلى 50 ياردة لنسبة تحويل أقل من المتوسط من 69٪. تم إطلاق سراح إيكرز في 6 مارس 2013. بعد ذلك بوقت قصير، وقع اللاعبون الـ 49 مع الراكل المخضرم فيل داوسون. سيتداول الـ نادي سان فرانسيسكو 49 أيضًا في مسودة جولة سادسة للمتلقي الواسع أنكوان بولدين من فريق بالتيمور ريفنز، الفريق الذي هزمهم في سوبر بول.
أنهى 49 لاعبا 12-4 في الموسم العادي 2013 ودخلوا التصفيات كحرف بدل، مع مباراتهم الأولى في لامبو فيلد ضد ال غرين باي باكرز. في 5 يناير 2014، هزم سان فرانسيسكو 49 غرين باي باكرز 23-20. في 12 يناير 2014، هزم 49 فريق كارولينا بانثرز 23-10، وبالتالي تقدموا إلى مباراتهم الثالثة على التوالي في بطولة إن إف سي. ومع ذلك، انتهى موسم 49 في حقل سنشري لينك في سياتل، عندما تمريرة مخصصة لمايكل كرابتري كان يميل من قبل كرنربك ريتشارد شيرمان واعترضت من قبل الظهير مالكولم سميث، يخسر أمام سياتل سي هوكس، 23–17. بعد أن كان نينرز أول موسم 8-8 في 4 سنوات، والتي تضمنت خسائر لمنافس منطقة الخليج أوكلاند غزاة، شيكاغو بيرز، وسانت لويس رامز، انهيار خط الهجوم الذي كان مهيمنا في السابق، وفشل في الوصول إلى التصفيات، قرر هاربو و 49 لاعبا الانفصال في 28 ديسمبر 2014، بعد المباراة النهائية للموسم، ضد ال أريزونا الكرادلة، التي فاز بها 49 لاعبا 20-17.

#### تغيير الملعب
في 8 تشرين الثاني (نوفمبر) 2006، ظهرت تقارير تفيد بأن فريق 49 من أنهوا المفاوضات مع مدينة سان فرانسيسكو حول بناء ملعب جديد ويخططون للقيام بذلك في سانتا كلارا، إحدى ضواحي سان خوسيه، تستضيف سانتا كلارا بالفعل المقر الإداري للفريق ومنشأة التدريب. كان غافن نيوسوم، عمدة يورك وسان فرانسيسكو آنذاك، يتحدثان خلال الأشهر القليلة الماضية عن بناء ملعب ممول من القطاع الخاص في كاندلستيك بوينت كان من المفترض أن يكون جزءًا من عرض المدينة لدورة الألعاب الأولمبية الصيفية لعام 2016. أنهى القرار النهائي لـ نادي سان فرانسيسكو 49 بنقل الملعب عرض سان فرانسيسكو لدورة الألعاب الأولمبية الصيفية 2016. كانت سان فرانسيسكو ولوس أنجلوس وشيكاغو هي المدن الثلاث التي تنافست لتكون اختيار اللجنة الأولمبية الأمريكية لتقديم عطاءات في أولمبياد 2016، مع فوز شيكاغو في نهاية المطاف.
قام فريق نادي سان فرانسيسكو 49 برعاية شركة ميوزر جي، التي ظهرت في 8 يونيو 2010، في اقتراع سانتا كلارا، لبناء ملعب جديد ليكون المنزل المستقبلي لنادي سان فرانسيسكو 49 في تلك المدينة. تم تمرير الإجراء بنسبة 58.2٪ من إجمالي الأصوات. كانت هذه الخطوة الأولى لنقل ملعب نادي سان فرانسيسكو 49 إلى مكان جديد سيتم بناؤه في سانتا كلارا.
حصل ملعب ليفي على 68490 مقعدًا على حقوق الحدث الأول. كان الملعب موطنًا لفايت هانجر بول.
على موقع نادي سان فرانسيسكو 49، تلقى مالك الفريق، رجل الأعمال جون يورك، رسالة تفيد بأنه بعد إنشاء ملعب في سانتا كلارا، سيحتفظ الفريق باسمه «سان فرانسيسكو» على الرغم من أن الفريق لم يعد موجودًا داخل مترو سان فرانسيسكو. هدد السناتور الأمريكي ديان فاينشتاين وقادة آخرون بمحاولة لمنع الفريق من استخدام «سان فرانسيسكو» أو «نادي سان فرانسيسكو 49» في اسم الفريق، ولكن ربما لم ينجح الأمر بدون تغييرات في قانون الولاية أو القانون الفيدرالي.
أكد يورك لاحقًا في مؤتمر صحفي في 9 نوفمبر 2011، أن الفريق سيبني ملعبًا جديدًا على أحدث طراز في سانتا كلارا في الوقت المناسب لموسم 2014. تم وضع حجر الأساس للملعب الجديد في 19 أبريل 2012. في 8 مايو 2013، أعلن نادي سان فرانسيسكو 49 في اتحاد كرة القدم الأميركي أن شركة ليفايس (بالإنجليزية: Levi Strauss & Co)‏ ومقرها سان فرانسيسكو قد اشترت حقوق التسمية لملعبهم الجديد في سانتا كلارا. وتنص اتفاقية حقوق التسمية على أن تدفع شركة ليفايز مبلغ 220.3 مليون دولار لمدينة سانتا كلارا والأفراد نادي سان فرانسيسكو 49 على مدى 20 عامًا، مع خيار تمديد الصفقة لمدة خمس سنوات أخرى مقابل 75 مليون دولار تقريبًا.

### 2015-2017: صراعات ما بعد هربو
تم تعيين جيم تومسولا في 14 يناير 2015 ليحل محل جيم هاربو. بعد ذلك، تمت ترقية جيب كريست إلى منسق هجوم وتم تعيين إريك مانجيني كمنسق دفاعي. في 10 مارس 2015، أعلن لاعب الوسط باتريك ويليس اعتزاله من اتحاد كرة القدم الأميركي بسبب الإصابات المتكررة في كلتا قدميه. بعد أسبوع في 17 مارس، أعلن الظهير كريس بورلاند، البديل المفترض لباتريك ويليس، تقاعده من اتحاد كرة القدم الأميركي بسبب مخاوف من آثار صدمة الرأس. ترك هذان الاعتزالان مجموعة مركز لاعبي خط الوسط في نادي سان فرانسيسكو 49 ضعيفًا حيث توجهوا إلى خارج الموسم تحت قيادة مدرب العام الأول جيم تومسولا. تطوران آخران خلال نادي سان فرانسيسكو 49 خارج الموسم، تقاعد المبتدئين دي جاستين سميث، وآر تي أنثوني دايفس، وعدم اليقين من توفر إل بي ألدون سميث  بسبب مشكلاته القانونية.
وقع اللاعبون نادي سان فرانسيسكو 49 على عودة ريجي بوش، وجهاز الاستقبال الواسع توري سميث، والمعالجة الدفاعية دارنيل دوكيت. استخدم تومسولا ممارسات تدريب جديدة، والتي تضمنت منح لاعبيه فترات راحة للتحقق من وسائل التواصل الاجتماعي أثناء الاجتماعات، وممارسات أقصر وأسهل، والمزيد من أيام الإجازة. كانت النتيجة واحدة من أسوأ المخالفات في تاريخ الفريق. مع تسجيل 238 نقطة فقط، كافح نادي سان فرانسيسكو 49 لموسم 5-11، مع إنهاء كولن كايبرنيك الموسم على احتياطي مصاب بعد أن كان على مقاعد البدلاء. سيتم التخلص من نادي سان فرانسيسكو 49 في نهاية المطاف من تنافس ما بعد الموسم في الأسبوع 14 من الموسم العادي 2015. في 4 كانون الثاني (يناير) 2016، أطلق 49 من أعضاء تومسولا بعد أن قادهم إلى الرقم القياسي 5-11.
في 14 يناير 2016، تم تعيين تشيب كيلي كمدرب رئيسي. بدأت فترة ولاية كيلي بفوز مؤكد 28-0 على لوس أنجلوس رامز في ليلة الاثنين لكرة القدم. ومع ذلك، فقد استمر الفريق في خسارة سجل امتياز 13 مباراة متتالية حتى هزم بفارق ضئيل رامز 22-21 في 24 ديسمبر 2016. في 21 أكتوبر 2016، في تصنيف إي إس بي إن للامتيازات الرياضية المحترفة، تم تصنيف نادي سان فرانسيسكو 49 حينها كأسوأ انطلاقة في أمريكا الشمالية. انتهى المطاف بنادي سان فرانسيسكو 49 بإطلاق النار على كيلي وبالك بعد انتهاء الموسم العادي، وانتهوا بتسجيل 2-14.
في عام 2016، بدأ كابيرنيك اتجاه الركوع أثناء عزف النشيد الوطني. بهدف الاحتجاج على معاملة الأقليات في الولايات المتحدة، انتشر الاتجاه في جميع أنحاء اتحاد كرة القدم الأميركي وأثار الجدل السياسي. تحدث الرئيس دونالد ترامب ضد الاحتجاجات عدة مرات، وخرج نائب الرئيس مايك بنس من مباراة 49 في أكتوبر 2017 بعد رؤية اللاعبين يركعون.

### 2017 إلى الوقت الحاضر: عصر كايل شاناهان
بعد تعيين جون لينش كمدير عام وكايل شاناهان كمدرب رئيسي، بدأ نادي سان فرانسيسكو 49 موسم 2017 بتسع خسائر متتالية. خلال هذا الوقت، تداولوا لنيو إنجلاند باتريوتس لاعب الوسط جيمي جاروبولو. بعد فوزه على فريق نيويورك جاينتس وخسارة سياتل سي هوكس، تم تسمية جاروبولو بالمركز الأول بعد إصابة الصاعد سي جي بيثارد بإصابة. فاز نادي سان فرانسيسكو 49 في آخر خمس مباريات مع جاروبولو على رأس الفريق وأنهى الموسم 6-10. بعد الموسم، وقع نادي سان فرانسيسكو 49 جاروبولو على تمديد عقد مدته خمس سنوات بقيمة 137.5 مليون دولار. جعله هذا اللاعب الأعلى أجراً في تاريخ اتحاد كرة القدم الأميركي على أساس سنوي في ذلك الوقت. خلال مباراة الأسبوع الثالث بين نادي سان فرانسيسكو 49 وكانساس سيتي تشيفس، مزق جيمي جاروبولو شارة ما، وتم استبعاده لبقية موسم 2018.
بدأ نادي سان فرانسيسكو 49 موسم 2019 بتسجيل 8-0. كانت هذه هي المرة الأولى التي يذهبون فيها 8-0 منذ عام 1990، حيث بدأوا الموسم 10-0 وخسروا في نهاية المطاف في لعبة بطولة إن إف سي. في الأسبوع السابع، هزم نادي سان فرانسيسكو 49 فريق واشنطن ريدسكينس في ملعب فيديكس فيلد في لعبة يشار إليها باسم مود بول بنتيجة 9-0. كانت هذه هي المرة الأولى التي يغلق فيها نادي سان فرانسيسكو 49 خصمًا منذ الأسبوع الأول من موسم 2016، مقابل لوس أنجيليس رامز. في الأسبوع الثامن، هزم نادي سان فرانسيسكو 49 كارولينا بانثرز، 51-13، مما يجعلها المرة الثانية عشرة التي يسجل فيها الفريق 50 نقطة أو أكثر ضد الخصوم في الموسم العادي. تم كسر الرقم القياسي غير المهزوم لـ نادي سان فرانسيسكو 49 في الأسبوع 10 مع خسارة الوقت الإضافي ضد سياتل سي هوكس، مما منحهم الرقم القياسي 8-1. استمروا في الفوز على أريزونا كاردينالز، وغرين باي باكرز، ونيو أورلينز ساينتس، بينما خسروا أمام بالتيمور رافينز بهدف ميداني في الثانية الأخيرة. هذا أعطاهم 11-2 الرقم القياسي. ثم سقط نادي سان فرانسيسكو 49 في الثواني الأخيرة أمام أتلانتا فالكونز لينخفض إلى 11-3. هزم نادي سان فرانسيسكو 49 لوس أنجلوس رامز 34-31 وتقدموا إلى 12-3، مما أدى إلى القضاء على الكباش من المنافسة في المباراة النهائية.
في 29 ديسمبر 2019، هزم نادي سان فرانسيسكو 49 سياهاوكس 26-21 في نهاية الأسبوع 17 من الموسم العادي، وبالتالي انتزع إن إف سي ويست بالإضافة إلى المصنف الأول لأول مرة منذ عام 1997. في أول مباراة فاصلة لهم منذ 2013، ضد مينيسوتا الفايكنج، سيطروا على الفايكنج، وهزمهم 27-10. ضمن لهم هذا الفوز مكانًا في مباراة بطولة Nدوري المؤتمر الوطني لكرة القدم الأمريكية، في ملعب ليفي، حيث لعبوا فريق جرين باي باكرز. في 19 كانون الثاني (يناير) 2020، تغلبوا على باكرز 37-20، وتقدموا إلى أول سوبر بول لهم منذ عام 2012. أصبح نادي سان فرانسيسكو 49 أيضًا أول فريق يصل إلى سوبر بول بعد أربعة مواسم متتالية مع أكثر من 10 خسائر. في سوبر بول LIV، قاد نادي سان فرانسيسكو 49 كانساس سيتي تشيفز 20-10 مع بقاء سبع دقائق في الربع الرابع، لكنهم خسروا المباراة بالنتيجة النهائية البالغة 31-20، مما أدى إلى فوز شيفز الأول بالبطولة منذ عام 1969.

#### مسودة الدوري الوطني لكرة القدم الأمريكية
تداولت ميامي دولفينز المسودة الإجمالية رقم 3 في مسودة الدوري الوطني لكرة القدم الأمريكية 2021 إلى نادي سان فرانسيسكو 49 في مقابل الاختيار العام رقم 12، اختيار الجولة الثالثة في عام 2022، اختيار الجولة الأولى في عام 2022 والجولة الأولى انتقاء في عام 2023. بعد أسبوعين من الشائعات حول ألاباما، اختار فريق كيو بي ماك جونز رقم نادي سان فرانسيسكو 49 رقم 1، اختار فريق نادي سان فرانسيسكو 49 كيو بي تري لانس من جامعة ولاية داكوتا الشمالية. سيكون تري لانس هو دعم كيو بي للمبتدئ جيمي جاروبولو لموسم 2021-2022. لدى جاروبولو شرط عدم التجارة وراتب 25 مليون دولار في عام 2021. كان اختيار الجولة الثانية لنادي سان فرانسيسكو 49 هو حارس نوتردام آرون بانكس. الاختيار الثالث لـ نادي سان فرانسيسكو 49 كان ولاية أوهايو يتراجع عن تري سيرمون خلال الجولة 3 مع اختيار 88 لأن ظهورهم قد أصيبوا. سي بي أمبري توماس من ميشيغان كان رابع اختيار تم اختياره في الجولة الثالثة، اختر رقم 102.

### سوبر بولز
فاز نادي سان فرانسيسكو 49 بخمسة سوبر بولز، وكان أول ثلاثة لهم تحت قيادة بيل والش. تقاعد والش بعد فوزه للمرة الثالثة في عام 1988، لكن مدرب السنة الأولى جورج سيفرت لم يفوت أي فوز، حيث فاز بلقب سوبر بول في عامه الأول عام 1989. كما أنه سيفوز مرة أخرى في عام 1994.
| الموسم                                 | المدير الفنّي | اللقب           | الموقع                 | الخصم           | النتيجة النهائيّة | السجّل | المرجع  |
| -------------------------------------- | ------------ | --------------- | ---------------------- | --------------- | ---------------- | ----- | ------- |
| 1981                                   | بيل والش     | السادس عشر      | بونتياك، ميشيغان       | سينسيناتي بنغلس | 26-21            | 16-3  | [ 101 ] |
| 1984                                   | بيل والش     | التاسع عشر      | ستانفورد، كاليفورنيا   | ميامي دولفين    | 38-16            | 18-1  | [ 102 ] |
| 1988                                   | بيل والش     | الثالث والعشرون | ميامي، فلوريدا         | سينسيناتي بنغلس | 20-16            | 13-6  | [ 103 ] |
| 1989                                   | جورج سيفرت   | الرابع والعشرون | نيو اورليانز، لويزيانا | البرونكو دنفر   | 55-10            | 17-2  | [ 104 ] |
| 1994                                   | جورج سيفرت   | التاسع والعشرون | ميامي، فلوريدا         | شواحن سان دييغو | 49-26            | 16-3  | [ 105 ] |
| مجموع ألقاب السوبر بول التي فاز بها: 5 |              |                 |                        |                 |                  |       |         |

### بطولات دوري المؤتمر الوطني لكرة القدم الأمريكية
| الموسم                                                                | المدير الفنّي | الموقع          | الخصم               | النتيجة النهائيّة | السجّل  | المرجع  |
| --------------------------------------------------------------------- | ------------ | --------------- | ------------------- | ---------------- | ------ | ------- |
| 1981                                                                  | بيل والش     | سان فرانسيسكو   | رعاة البقر في دالاس | 28-27            | 16-3   | [ 106 ] |
| 1984                                                                  | بيل والش     | سان فرانسيسكو   | شيكاغو بيرز         | 23-0             | 18-1   | [ 107 ] |
| 1988                                                                  | بيل والش     | شيكاغو، إلينوي  | شيكاغو بيرز         | 28-3             | 13-6   | [ 108 ] |
| 1989                                                                  | جورج سيفرت   | سان فرانسيسكو   | الكباش لوس انجليس   | 30-3             | 17-2   | [ 109 ] |
| 1994                                                                  | جورج سيفرت   | سان فرانسيسكو   | دالاس               | 38 - 28          | 16-3   | [ 110 ] |
| 2012                                                                  | جيم هاربو    | أتلانتا، جورجيا | اتلانتا فالكونز     | 28-24            | 12-5-1 | [ 111 ] |
| 2019                                                                  | كايل شاناهان | سان فرانسيسكو   | غرين باي باكرز      | 37-20            | 15-4   | [ 112 ] |
| مجموع بطولات دوري المؤتمر الوطني لكرة القدم الأمريكية التي فاز بها: 7 |              |                 |                     |                  |        |         |

## الشعارات والزي الرسمي

### شعار
كان شعار نادي سان فرانسيسكو 49 الأصلي عبارة عن عامل منجم ذهب نادي سان فرانسيسكو 49 من حمى ذهب كاليفورنيا، يرتدي سروالًا منقوشًا وقميصًا أحمر، ويقفز في الهواء مع سقوط قبعته، ويطلق مسدسات في كل يد: واحد كاد يطلق قدمه، ومسدس آخر تشكل كلمة «الأربعين نينرز» من دخانه. تم إنشاء شعار بديل بشعار على شكل درع مكون من الرقم "49"، مع كرة قدم في الربع الأيمن العلوي و«إس إف» في الربع السفلي الأيسر في عام 1965 واستُخدم لأغراض التسويق حتى عام 1972. منذ عام 1962، كان شعار نادي سان فرانسيسكو 49 هو «إس إف» الأيقوني داخل وسط بيضاوي أحمر ؛ على مدار السنوات، تم إجراء تعديلات طفيفة على الشعار، مثل تحديد أسود على حرف «إس إف» المتشابك الذي تمت إضافته في عام 1989، وتشذيب ذهبي داخل الشكل البيضاوي الذي تمت إضافته في عام 1996.

### الزي الرسمي
يرتدي نادي سان فرانسيسكو 49 زيًا موحدًا مختلفًا: زي منزلي أحمر وذهبي وأزياء بيضاء وحمراء وذهبية. ومع ذلك، فقد غيّر نادي سان فرانسيسكو 49 تصميمات موحدة ومجموعات ألوان في كثير من الأحيان طوال تاريخهم. منذ بداية الفريق في عام 1946، ارتدوا اللون الأحمر الداكن أو الكاردينال، وانتقلوا إلى القميص الأحمر القرمزي والسراويل الذهبية لموسم 1948، مع خوذة ذهبية مع شريط أحمر واحد، وجوارب وسراويل حمراء صلبة بدون خطوط. بدخول موسم 1949، الأول في اتحاد كرة القدم الأميركي، اعتمد نادي سان فرانسيسكو 49 ثلاثة خطوط على قمصانهم الحمراء، مرتدين خوذات وسراويل ذهبية، بدون خطوط وجوارب حمراء بثلاثة خطوط بيضاء. في مواسم 1953 و 54 و 55، ارتدى نادي سان فرانسيسكو 49 خوذات حمراء مع شريط ذهبي في المنتصف، وبنطلون فضي مع شريط أحمر واحد. أضافت الجوارب أيضًا الخطوط الثلاثة المشابهة للقميص. كان عام 1955 فريدًا أيضًا من حيث أن نادي سان فرانسيسكو 49 كانوا يرتدون سروالًا أبيض مع شريط أسود يحده خطان أحمران، وأرقام الظل على قمصانهم الحمراء، مع حدود إسقاط الظل الأسود على الأرقام البيضاء. في الموسم التالي، 1956، ارتدى الفريق خوذات بيضاء بدون خطوط، وسراويل بيضاء مخططة باللون الأحمر. في عام 1957، ارتدى نادي سان فرانسيسكو 49 قمصانًا حمراء وخوذة ذهبية بدون خطوط وسراويل ذهبية بدون خطوط. لأول مرة ارتدى 49 من الرجال الأبيض على الطريق، وفقًا لما تمليه اتحاد كرة القدم الأميركي لجميع الفرق، أن يكون هناك فريق واحد على الأقل يرتدي قميصًا فاتح اللون أثناء المباريات. كان للقميص الأبيض الأول خطان أحمران في المنتصف ذهبي، وكذلك كانت جوارب الطريق: بيضاء مع خطين أحمر وذهبي في المنتصف. ارتدت سان فرانسيسكو اللونين الأحمر والذهبي في عام 1958 أيضًا، مع قميصهم الأبيض الذي كان به شريط حلقة كتف واحدة، بالإضافة إلى إضافة أرقام تلفزيونية إلى أكمام قمصانهم في منازلهم وخارجها. وعلى النقيض من الجوارب في المنزل، كانت حمراء مع ثلاثة خطوط حمراء، كانت الجوارب الخارجية حمراء صلبة. في عام 1959، تحول الفريق إلى الذهب الأحمر والبلاتيني (يبدو أكثر شبهاً بالفضة)، وعلى مدى السنوات العديدة التالية بعد ذلك، مع قمصانهم البيضاء ذات حلقات الكتف المزدوجة، ولكن مع استمرار الخطوط البيضاء الثلاثة على الأكمام أعلاه الكوع وتحت أرقام التلفزيون، مع قمصان المنزل الأحمر. في عام 1960، أضاف الفريق خطوطًا حمراء «شمالية غربية» إلى خوذهم (شريط أوسط سميك يحده خطان رفيعان)، وتغير ذلك في عام 1962، مع إضافة تصميم الخوذة الذي يرتديه الفريق غالبًا منذ ذلك الحين: شريط أبيض يحده اثنان أحمر، مع البيضاوي الأحمر وشعار إس إف على جانبي الخوذة. في عام 1964 تغيرت ألوان الفريق مرة أخرى. تم تغيير جميع العناصر الفضية إلى ما كان يسمى «نادي سان فرانسيسكو 49 الذهبي»؛ كانت الخوذ من الذهب. تم تقديم سروال جديد باللون البيج والذهبي مع ثلاثة خطوط حمراء وبيضاء وأحمر بنفس نمط الخوذة. سيتم ارتداء التصميم الأساسي للزي الرسمي خلال الثلاثين مواسم القادمة تقريبًا مع بعض التغييرات والتعديلات الطفيفة فقط، مثل التغيير التدريجي من أرقام الكتل المصقولة من خطّ سيريف إلى أرقام الكتل المصقولة من 1970 إلى 1974 والتحول من الخطوط الرفيعة إلى خطوط السراويل السميكة جدًا في عام 1976 (حيث تم ارتداء الفانيلة البيضاء أيضًا في المنزل لمعظم ذلك الموسم). تم ارتداء الزي الرسمي للقمصان الجيرسيه باللونين الأحمر والأبيض، والسراويل ذات اللون البيج الذهبي مع خطوط سميكة حتى عام 1995 مع بعض التغييرات الطفيفة. خلال موسم 1994، ارتدت العديد من فرق اتحاد كرة القدم الأميركي «زي الإرتداد» في مباريات عرضية للاحتفال بالذكرى السنوية الـ 75 لاتحاد كرة القدم الأميركي (كما ارتدت جميع الفرق رقعة مناسبة للذكرى الخامسة والسبعين على شكل ماسة). اختار نادي سان فرانسيسكو 49 ارتداء نسخة من زيهم الرسمي لعام 1955 كإرتداد لهم، مع أبسط أرقام كتلة خطّ سيريف التي تم تحديدها وتظليلها باللون الأسود مع سروال أبيض مع خطوط أرق من الأحمر والأسود والأحمر، إلى جانب اللون الأحمر المخطط القديم. جوارب. تم ارتداء الخوذة الذهبية ذات التصميم المعتاد 1989-95 مع هذا الزي الرسمي، حيث لم يكن هناك شعار على خوذة عام 1955.
في عام 1996، احتفل فريق نادي سان فرانسيسكو 49 بالذكرى السنوية التاسعة والأربعين لتأسيسهم من خلال تصميم رقعة جيرسي تذكارية بناءً على شعار شعار الدرع السابق. قدم الفريق أيضًا تصميمًا موحدًا جديدًا إلى حد كبير، وأبرزها تغيير درجة اللون الأحمر المستخدم في قمصانهم من اللون القرمزي اللامع إلى الأحمر الكاردينال الأعمق، وتمت إضافة تأثير الظل الأسود (جنبًا إلى جنب مع الزخرفة الذهبية) إلى أرقام القميص (التي بقيت في أسلوب serif المحظور). كما هو الحال في 1994، ارتدى ناينرز سروالًا أبيض بدوام كامل لموسم 1996 (كان يرتديها أيضًا لموسم 1997 و 1998 قبل الموسم،) على الرغم من أن خطوط البنطال هذه المرة كانت أكثر سمكًا بشكل هامشي وتم عكس الألوان إلى الأسود الكاردينال الأحمر والأسود (مطابقة الشرائط على الخوذ). في المباراة الافتتاحية للموسم العادي 1998، عاد الفريق إلى السراويل الذهبية ذات اللون الذهبي المعدني أكثر من الذهب البيج غير اللامع السابق. ظل الشريط على طول جانب البنطال أسود-أحمر-أسود كاردينال، على الرغم من إضافة تقليم ذهبي رفيع، إلى جانب المزيد من الشعارات البيضاوية "SF" الموضوعة على جانبي الورك.
تم ارتداء تصميم الخوذة والقميص عام 1996 مع السراويل الذهبية لعام 1998 كزي الفريق الرسمي حتى نهاية موسم 2008. قام النادي سان فرانسيسكو 49 مرة أخرى بتغيير الزي الرسمي في عام 2009، والذي يشبه إلى حد بعيد التصميم الكلاسيكي، وإن كان ذلك مع العديد من التغييرات المهمة. تم الآن وضع خطوط الأكمام بزاوية لتلائم حتى الأكمام الأقصر للقمصان الحديثة، (على الرغم من أن الخطوط تظهر مستقيمة ومتوازية مع الأرض عندما يرتديها اللاعبون أنفسهم). تم إطلاق زي محدث لنادي سان فرانسيسكو 49 مع ملاءمة محسنة وأقمشة أكثر تنفسًا ومقاومة للرطوبة (جنبًا إلى جنب مع بقية فرق دوري المؤتمر الوطني لكرة القدم الأمريكيّة) من قبل الشركة المصنعة للزي الرسمي الجديد نايكي في 3 أبريل 2012.
في 30 أبريل 2015 في مسيرة دوري المؤتمر الوطني لكرة القدم الأمريكيّة، كشف الفريق النقاب عن أول زي بديل على الإطلاق (على عكس تصميم الإرتداد). يتكون الزي الرسمي من قمصان وسراويل سوداء بأرقام وخطوط حمراء. شعارات نايكي من الذهب، في حين سيتم ارتداء الجوارب الحمراء الصلبة القياسية. سيتم ارتداء هذا الزي الرسمي بحد أقصى مباراتين في السنة، وفقًا لقواعد الدوري. في عام 2018، كشف نادي سان فرانسيسكو 49 النقاب عن زي بديل جديد، وتجاهلوا بدائلهم السود بالكامل لصالح بديل أبيض بالكامل. تم صنعه بأسلوب 1994، بأحرف وأرقام أكبر وظلال أكثر وضوحًا. كانت الخوذ من الذهب الخالص، لكنها كانت تستخدم مع شعار نادي سان فرانسيسكو 49 القديم (بدون خطوط وظلال). يرتدون الزي الرسمي مرة واحدة كل موسم، عادة في يوم الخريج.
ومع ذلك، ارتدى نادي سان فرانسيسكو 49 الزي الرسمي مرة واحدة على الطريق، في ختام أسبوعهم 17 في سياتل في عام 2019. لقد ضغطوا أيضًا على اتحاد كرة القدم الأميركي لارتدائها في سوبر بول LIV، لكن تم رفض الطلب. وأشار اتحاد كرة القدم الأميركي إلى أن الزي الرسمي للفريق مع التصحيح قد تم بيعه بالفعل. في عام 2021، كشف نادي سان فرانسيسكو 49 عن نسخة حمراء من الزي الرسمي المرتجع لعام 1994 لاستخدامه في ألعاب منزلية مختارة، مع النسخة البيضاء التي يتم ارتداؤها الآن حصريًا على الطريق.

## الشعبيّة

### الألترا
يطلق على فرقة التشجيع الرسمية في نادي سان فرانسيسكو 49 اسم جولد راش. بدأت في أوائل الثمانينيات، وتألفت الفرقة الأولى من 14 راقصًا. في نوفمبر 2018، قبل وقت قصير من بدء المباراة ضد أوكلاند رايدرز، بدا أن أحد مشجعي فريق سان فرانسيسكو 49 يركع أثناء النشيد الوطني للولايات المتحدة، ليصبح أول مشجع في اتحاد كرة القدم الأميركي يفعل ذلك. بدأ عمل الركوع أثناء النشيد الوطني مع لاعب الوسط كولين كايبرنيك لزيادة الوعي بالعنصرية ووحشية الشرطة.

### التميمة

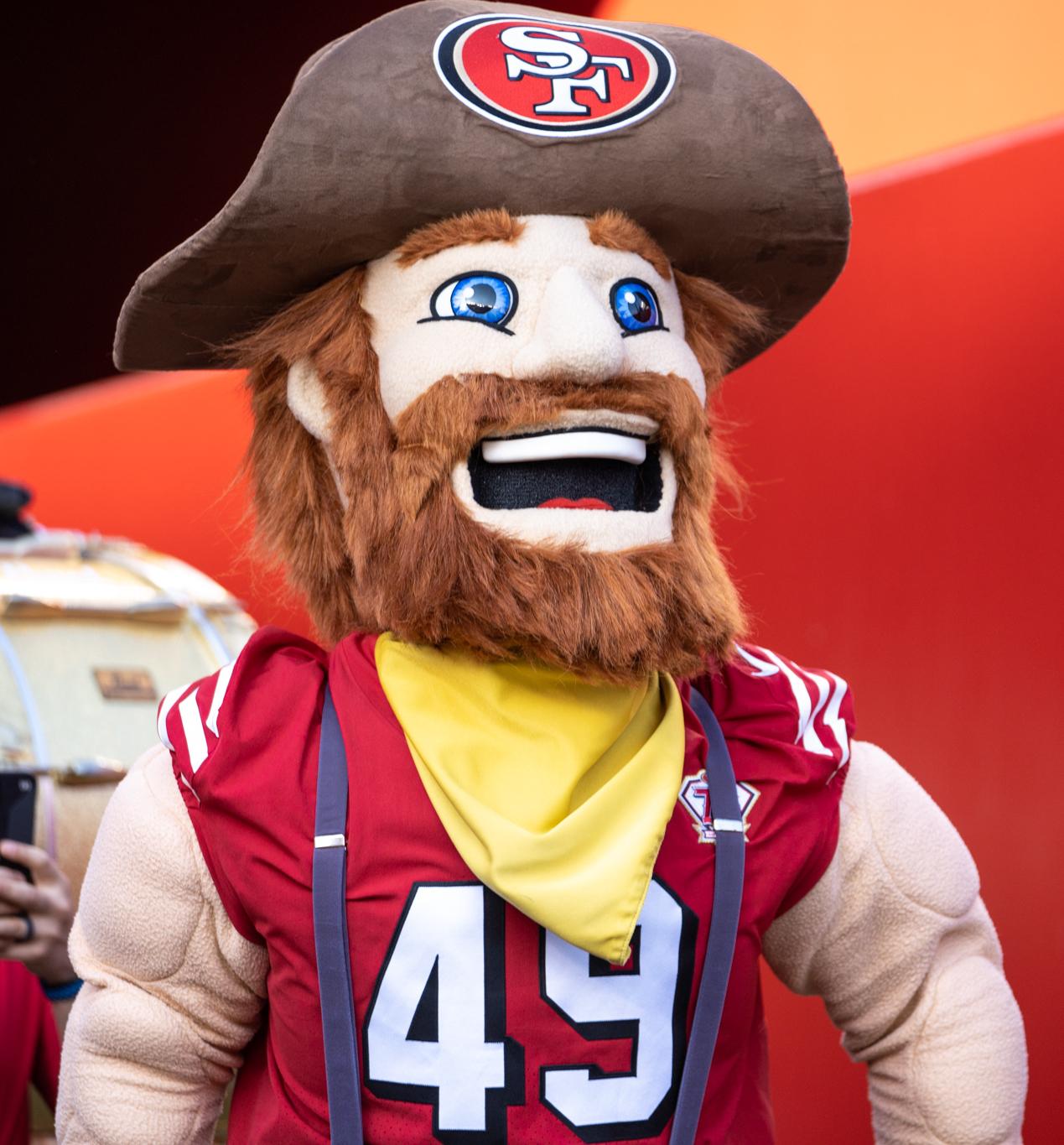
سوردوغ سام في سبتمبر 2021

التميمة الرسمية لنادي سان فرانسيسكو 49 هي سوردوغ سام. يرتدي القميص رقم 49.

## المنافسات
فريق سان فرانسيسكو 49 لديه ثلاثة منافسين داخل قسمهم: لوس أنجلوس رامز، وأريزونا كاردينالز، وسياتل سي هوكس. لديهم أيضًا منافسات مع فرق أخرى نشأت من مباريات ما بعد الموسم في الماضي، وأبرزها دالاس كاوبويز ونيويورك جاينتس وجرين باي باكرز. يتشاركون أيضًا في تنافس داخل الولايات مع سان دييغو تشارجرز (لعب الفريقان بعضهما البعض تقريبًا في كل مرحلة ما قبل الموسم، وكل أربع سنوات في الموسم العادي، كما التقيا في سوبر بول XXIX).

### الدوري الوطني لكرة القدم الأمريكيّة

#### الكباش لوس انجليس
يعتبر التنافس بين لوس أنجلوس رامز وسان فرانسيسكو 49 من قبل الكثيرين أحد أعظم المنافسات في دوري كرة القدم الأمريكية على الإطلاق، حيث احتل المركز الثامن في قائمة «أفضل 10 منافسات في دوري كرة القدم الأمريكية في كل العصور» في سبورتس إليستريتد، والتي تم تجميعها في عام 2008. بعد انتقال الكباش إلى سانت لويس، صرح روجر كريج في حكايات من سان فرانسيسكو نادي سان فرانسيسكو 49 سايد لاين أن «الكباش سيكون دائمًا أكبر منافس لنادي سان فرانسيسكو 49. لا يهم إذا لم يعودوا يلعبون في لوس أنجلوس. إذا لعب الكباش ألعابهم على كوكب المريخ، فسيظل التنافس قائمًا». في الواقع، فإن الكباش هو الفريق الوحيد الذي لعب نادي سان فرانسيسكو 49 مرتين كل موسم على مدار آخر 58 مواسم  ليتم دمجها في أكثر من 100 مباراة في الموسم العادي، يحتفظ فريق نادي سان فرانسيسكو 49 72-67-3 بالصدارة في كل الأوقات. لقد التقيا مرة واحدة فقط في مباراة فاصلة، عندما فاز نادي سان فرانسيسكو 49 على رامز 30-3 في عام 1989.

#### سياتل سي هوكس
أصبح سياتل سي هوكس منافسًا جديدًا لنادي سان فرانسيسكو 49، بعد إعادة تنظيم اتحاد كرة القدم الأمريكية في عام 2002 التي وضعت كلا الفريقين في نفس القسم (سياتل كانت منافسًا سابقًا لفترة وجيزة خلال موسم 1976 الافتتاحي، عندما كان الفريق في مرحلة ما قبل إعادة التنظيم القديمة غرب الدوري الوطني لكرة القدم الأمريكيّة). قبل عام 2002، لعبت الفرق بعضها بعضًا في كل موسم تقريبًا خلال فترة ما قبل الموسم، ولكن كل ثلاث سنوات فقط خلال الموسم العادي عندما واجه فريقا غرب آسيا وغرب الدوري الوطني لكرة القدم الأمريكيّة بعضهما البعض. حتى الآن، لم يكن التنافس بينهما شديداً مثل خصوم القسم الآخرين لأنه، في الغالب، لم يكن كلا الفريقين جيدين في نفس الوقت. في منتصف الجزء الأخير من العقد، خسر سيهاوكس التقسيم وسجلهم الإيجابي ضد نادي سان فرانسيسكو 49 عكس ذلك. ومع ذلك، لا يزال من الصعب الفوز بالمباريات في لومن فيلد، أحد أصعب الملاعب التي يمكن اللعب بها كفريق زائر. يمتلك فريق نادي سان فرانسيسكو 49 رقمًا قياسيًا 3-7 على الإطلاق في ذلك الملعب، وكان أكبر هامش انتصار لهم هناك عشر نقاط، وفشلوا في تسجيل أربعة من تلك الخسائر. اشتد التنافس بعد أن استأجرت 49 من أعضاء فريق العمل جيم هاربو من ستانفورد في عام 2011، حيث كان هو وسي هوكس والمدرب السابق لجامعة كاليفورنيا الجنوبيّة بيت كارول في منافسة شديدة في الكلية. يتصدر سياتل السلسلة من 20 إلى 15 على الإطلاق بعد فوزه في كل من مباريات الموسم العادي في عام 2014 وحصوله على 7 أسبوع في استاد ليفي في عام 2015.

#### أريزونا كاردينالز
أريزونا كاردينالز هي منافسة متزايدة في الآونة الأخيرة من نادي سان فرانسيسكو 49. على عكس معظم المنافسات في هذا الفريق، فإن أريزونا كاردينالز هم في نفس القسم مثل نادي سان فرانسيسكو 49. كان الفريقان متنافسين في الدرجة منذ عام 2002. في الآونة الأخيرة، كان هناك الكثير من الدماء بين لاعبي هذين الفريقين. ومن الأمثلة على ذلك «معركة» تويتر بين دارنيل دوكيت من أريزونا وفيرنون ديفيس من سان فرانسيسكو. وكان صدام آخر عندما ألقى دوكيت من الكرادلة المبكر وداشون غولدسون من نينرز اللكمات على بعضهم البعض. أدى صدام الكلمات بين لاعبي الفريقين، والذي أضيف مع تراجع المنافسات الرئيسية الأخرى في فئة 49، إلى احتدام التنافس بين الـ 49 والكاردينال. يحتفظ النادي سان فرانسيسكو 49 بميزة التفوق على الكرادلة طوال الوقت بحلول 32–27.

### دوري المؤتمر الوطني لكرة القدم الأمريكيّة

#### غرين باي باكرز
ظهر التنافس في غرين باي باكرز في منتصف التسعينيات عندما أزعج الباكرز النادي سان فرانسيسكو 49 في لعبة الدوري الوطني لكرة القدم الأمريكيّة عام 1995 في كاندل ستيك بارك، مما أنهى أي فرصة لتكرار سوبر بول. من تلك النقطة، فاز باكرز على نادي سان فرانسيسكو 49 أربع مرات أخرى بما في ذلك مباراتان بعد الموسم. تمكنت سان فرانسيسكو أخيرًا من الانتقام في جولة الدوري الوطني لكرة القدم الأمريكيّة وايلد كارد لعام 1998، وهي لعبة تذكرت باستقبال الهبوط على مسافة 25 ياردة الحائز على لعبة بواسطة تيريل أوينز من تمريرة ستيف يونغ (يشار إليها من قبل البعض باسم «ذا كاتش II»)، ورفع نادي سان فرانسيسكو 49 فوق Packers 30–27. منذ تلك المباراة، فاز فريق باكرز على نادي سان فرانسيسكو 49 ثماني مرات متتالية بما في ذلك مرة واحدة في موسم ما بعد عام 2001، وهو خط انتهى في موسم 2012 عندما تغلب نادي سان فرانسيسكو 49 على باكرز في لامبو فيلد الأسبوع 1 لأول مرة منذ 1990 ومرة أخرى في لعبة الدوري الوطني لكرة القدم الأمريكيّة في نفس الموسم. في موسم 2019، التقى نادي سان فرانسيسكو 49 وباكرز في مباراة بطولة الدوري الوطني لكرة القدم الأمريكيّة 2020 في ملعب لفيس حيث فاز الـ نادي سان فرانسيسكو 49 بـ 37-20، لكنهم خسروا سوبر بول ليف أمام فريق كانساس سيتي تشيفز. يتتبع النادي سان فرانسيسكو 49 سلسلة جميع الأوقات بسجل 32-37-1، بما في ذلك تعادل 4-4 لما بعد الموسم.

### منافسون تاريخيون

#### دالاس كاوبويز
استمر التنافس بين فريق دالاس كاوبويز وفريق نادي سان فرانسيسكو 49 منذ السبعينيات. صنفت دوري المؤتمر الوطني لكرة القدم الأمريكيّة توب 10 هذا التنافس على أنه العاشر الأفضل في تاريخ دوري المؤتمر الوطني لكرة القدم الأمريكيّة. لعب سان فرانسيسكو دالاس في سبع مباريات بعد الموسم. هزم كاوبويز نادي سان فرانسيسكو 49 في 1970 و1971 مباريات بطولة الدوري الوطني لكرة القدم الأمريكيّة، ومرة أخرى في 1972 التصفيات التأهيليّة. تعد لعبة بطولة الدوري الوطني لكرة القدم الأمريكيّة لعام 1981 في سان فرانسيسكو، والتي شهدت إتمام فريق نادي سان فرانسيسكو 49 جو مونتانا تمريرة الفوز إلى دوايت كلارك في الدقيقة الأخيرة (المعروفة الآن باسم ذا كاتش)، واحدة من أكثر الألعاب شهرة في تاريخ اتحاد كرة القدم الأميركي. أصبح التنافس أكثر حدة خلال مواسم 1992-1994. واجه سان فرانسيسكو ودالاس بعضهما البعض في مباراة بطولة الدوري الوطني لكرة القدم الأمريكيّة ثلاث مرات منفصلة. فاز دالاس في أول مباراتين، وفاز سان فرانسيسكو بالمباراة الثالثة. في كل من هذه المواجهات المحورية، ذهب الفائز في اللعبة للفوز بلقب سوبر بول. يحتل كل من كاوبويز ونادي سان فرانسيسكو 49 المرتبة الثانية على الإطلاق في انتصارات سوبر بول إلى بيتسبورغ ستيلرز ونيوإنغلاند بيتريوتس مع خمسة لكل منهما. التنافس بين نادي سان فرانسيسكو 49-كاوبويز هو أيضًا جزء من التنافس الثقافي الأكبر بين كاليفورنيا وتكساس. في السنوات الأخيرة، خفت حدة هذا التنافس الذي كان يومًا ما عظيمًا إلى حد كبير، مع كفاح كل من كاوبويز ونادي سان فرانسيسكو 49. ومع ذلك، في أوجها خاصة في التسعينيات، كان هذا التنافس مريراً للغاية حيث كان كلا الفريقين من فئة اتحاد كرة القدم الأميركي خلال هذا الوقت.

#### نيويورك جاينتس
يحظى فريق نيويورك جاينتس بأكبر عدد من المواجهات الإقصائية مقابل 49s (ثمانية). يعود هذا التنافس إلى الثمانينيات عندما كان الفريقان في صعود. في أول لقاءين فاصلين بين هذين الفريقين، فاز نادي سان فرانسيسكو 49 بقيادة جو مونتانا في كلا اللقاءين، 38-24 في 1981 و 21-10 في 1984 في دور التقسيم في كاندلستيك بارك. واصل فريق نادي سان فرانسيسكو 49 الفوز بأول بطولات سوبر بول في الموسمين. فاز العمالقة في المواجهات الثلاثة التالية، والتي تضمنت خسارة 49-3 في ملعب جيانتس في 1986، وبطولة الدوري الوطني لكرة القدم الأمريكيّة 1990، حيث أزعجوا نادي سان فرانسيسكو 49 15-13، ودمروا آمال نادي سان فرانسيسكو 49 في Super Bowl بثلاثية بعد روجر خسر كريج عثرة في وقت متأخر من الربع الرابع وسمح للعمالقة بتسجيل هدف ميداني في الثانية الأخيرة. واصل العمالقة أيضًا الفوز بأول بطولات Super Bowl في الموسمين. هزم النادي سان فرانسيسكو 49 العمالقة 44-3 في عام 1993 في جولة التقسيم. في لعبة الدوري الوطني لكرة القدم الأمريكيّة واليد كارد 2002، كان العمالقة متقدمين 38-14 في أواخر الربع الثالث. ومع ذلك، عاد 49 من تأخرهم 24 نقطة ليهزموا العمالقة بفوز 39-38. التقى الفريقان مرة أخرى في بطولة الدوري الوطني لكرة القدم الأمريكيّة 2011 في كاندل ستيك بارك، ومثل بطولة الدوري الوطني لكرة القدم الأمريكيّة 1990، كانت مباراة منخفضة الأهداف ؛ فاز العمالقة بالمباراة على هدف ميدان لورانس تاينز 31 ياردة في الوقت الإضافي، 20-17. في تشابه غريب مع تعثر روجر كريج قبل 21 عامًا، تخبط كايل ويليامز في ركلة في الدقائق الحاسمة من المباراة، ومثله مثل آخر مرتين فاز العمالقة على نادي سان فرانسيسكو 49 في التصفيات، واصلوا الفوز بلقب سوبر بول.

#### أتلانتا فالكونز
رقم قياسي على الإطلاق: 47–32–1 (بما في ذلك 1–1 بوستسسن). كانت أتلانتا فالكونز أيضًا منافسة في الفرقة مع نادي سان فرانسيسكو 49 حتى انتقلت الصقور إلى الدوري الوطني لكرة القدم الأمريكيّة ساوث في عام 2002 بعد إعادة التنظيم. تمامًا مثل القديسين، سيطر الـ نادي سان فرانسيسكو 49 على الصقور عندما لعبوا في الدوري الوطني لكرة القدم الأمريكيّة ويست، لكن الصقور فازوا بأربع مبارياتهم الأولى (امتدت لتسعة مواسم) ضد نادي سان فرانسيسكو 49 منذ الانتقال إلى الدوري الوطني لكرة القدم الأمريكيّة ساوث. التقى كلا الفريقين في جولة التقسيم من عام 1998 التصفيات. عانى جاريسون هيرست من كسر في الكاحل بعد أن أصيبت قدمه في منطقة قبة جورجيا والتواء بشدة أثناء محاولته الابتعاد عن النهاية الدفاعية للصقور تشاك سميث في المسرحية الأولى من المشاجرة. خسر النادي سان فرانسيسكو 49 تلك المباراة 20-18. التقيا في بطولة الدوري الوطني لكرة القدم الأمريكيّة 2012، حيث هزم نادي سان فرانسيسكو 49، بقيادة قورتربك كولين كايبرنيك، الصقور المصنف الأول في أتلانتا بنتيجة 28-24. في العام التالي، لعبت الصقور ضد نادي سان فرانسيسكو 49 في المباراة الأخيرة على أرضها في كاندلستيك بارك على الإطلاق. انتهت اللعبة في اعتراض دراماتيكي يعود للهبوط من قبل لاعب خط نادي سان فرانسيسكو 49 نافورو باومان، المعروف باسم «ذا بيك آت ذا ستيك».

#### رايدرز لاس فيغاس
كان أوكلاند ريدرز المنافسين الجغرافيين لنادي سان فرانسيسكو 49 عندما كان رايدرز موجودًا في أوكلاند. نتيجة لذلك، تمت الإشارة إلى الألعاب بين الاثنين باسم «معركة الخليج». تم لعب أول لعبة استعراضية في عام 1967، وانتهت بفوز دوري المؤتمر الوطني لكرة القدم الأمريكيّة نادي سان فرانسيسكو 49 على رايدرز 13-10. بعد اندماج 1970، فاز الـ 49 في أوكلاند 38-7. لا يزال التنافس محتدمًا عندما انتقل رايدرز إلى لوس أنجلوس، تاركًا العديد من مشجعي رايدر في شمال كاليفورنيا يشعرون بالمرارة بسبب هذه الخطوة، وأصبح بعضهم مشجعًا لفريق سان فرانسيسكو، بالإضافة إلى العداء بين شمال وجنوب كاليفورنيا. أزعج فريق رايدرز حامل اللقب نادي سان فرانسيسكو 49 في سوبر بول في سان فرانسيسكو عام 1982، حيث فاز في 23-17. نظرًا لأن الفريقين يلعبان في مؤتمرات مختلفة، فإن المباريات في الموسم العادي تكون على الأقل كل أربع سنوات. بالإضافة إلى ذلك، شارك كلا الفريقين في عدد من اللاعبين، أبرزهم جيم بلونكيت، وجيري رايس، وروني لوت، ومايكل كرابتري، وتوم راثمان، وتشارلي غارنر. انتهت معركة الخليج (وهو اسم مجازي) بالتعادل 7-7. فازت سان فرانسيسكو بالمباراة الأخيرة 34-3 في 1 نوفمبر 2018. في 20 أغسطس 2011، في الأسبوع الثالث من الموسم التحضيري، تميزت المباراة التمهيدية للموسم الجديد بين المتنافسين بقتال في دورات المياه ومدرجات في كاندلستيك بارك بما في ذلك إطلاق نار خارج الملعب أصيب فيه العديد. قرر اتحاد كرة القدم الأميركي إلغاء جميع مباريات ما قبل الموسم المستقبلية بين غزاة ونادي سان فرانسيسكو 49.

#### كليفلاند براونز
كان الفريق التنافسي الآخر الوحيد بخلاف نادي سان فرانسيسكو 49 هو كليفلاند براونز، الذي لعب مرتين في كل من السنوات الأربع التي قضاها الدوري في الخدمة ؛ خسر كليفلاند أربع مباريات فقط، وكانت سان فرانسيسكو مسؤولة عن اثنتين منها، بما في ذلك تلك التي حطمت 29 مباراة متتالية حيث لم يخسر كليفلاند أي مباراة. المباراة النهائية في تاريخ الدوري توافقت مع اثنين من البطولة، والتي فاز بها كليفلاند 21-7. لم يستمر التنافس في سنوات دوري المؤتمر الوطني لكرة القدم الأمريكيّة، خاصة بعد وضع الفرق في مؤتمرات متقابلة في 1970. تحول التنافس إلى علاقة ودية حيث ساعد العديد من أفراد نادي سان فرانسيسكو 49 في إعادة إطلاق براونز في عام 1999، وتحديداً الرئيس السابق لنادي سان فرانسيسكو 49 والرئيس التنفيذي كارمن بوليسي ونائب الرئيس/مدير عمليات كرة القدم Dwight Clark، الذين تم تعيينهم من قبل التوسع براونز في نفس الأدوار. بالإضافة إلى ذلك، يقيم مالكو نادي سان فرانسيسكو 49 جون يورك ودينيس ديبارتولو يورك في يونغستاون، على 60 ميل (97 كـم) جنوب شرق كليفلاند. وقع لاعب فريق براون منذ فترة طويلة والمفضل المفضل لدى المعجبين فيل داوسون واللاعب الظهير الاحتياطي كولت ماكوي مع فريق 49 في عام 2014.

## السجّلات
هذه قائمة جزئية بالمواسم الخمسة الأخيرة المكتملة لنادي سان فرانسيسكو 49.
| أبطال السوبر بول † | أبطال المؤتمر * | أبطال القسم ^ | وايلد كارد # | مباراة واحدة + |

اعتبارًا من 12 فبراير 2021
| الموسم | الفريق | الدوري                   | دوري المؤتمر                         | القسم   | الدوري التأهيلي | الدوري التأهيلي | الدوري التأهيلي | الدوري التأهيلي | نتائج بوستسسن | الجوائز         |
| الموسم | الفريق | الدوري                   | دوري المؤتمر                         | القسم   | المرمز          | فوز             | خسائر           | تعادل           | نتائج بوستسسن | الجوائز         |
| ------ | ------ | ------------------------ | ------------------------------------ | ------- | --------------- | --------------- | --------------- | --------------- | --- | --------------- |
| 2016   | 2016   | اتحاد كرة القدم الأميركي | الدوري الوطني لكرة القدم الأمريكيّة   | غرب     | الرابعة         | 2               | 14              | 0               | - | -               |
| 2017   | 2017   | اتحاد كرة القدم الأميركي | الدوري الوطني لكرة القدم الأمريكيّة   | غرب     | الرابعة         | 6               | 10              | 0               | - | -               |
| 2018   | 2018   | اتحاد كرة القدم الأميركي | الدوري الوطني لكرة القدم الأمريكيّة   | غرب     | الثالث          | 4               | 12              | 0               | - | -               |
| 2019   | 2019   | اتحاد كرة القدم الأميركي | الدوري الوطني لكرة القدم الأمريكيّة * | الغرب ^ | الأول ^         | 13              | 3               | 0               | فاز في التصفيات التقديمية (الفايكنج) 27-10 فاز ببطولة الدوري الوطني لكرة القدم الأمريكيّة (باكرز) 37-20 خسارة السوبر بول LIV 31-20 | نيك بوسا (DROY) |
| 2020   | 2020   | اتحاد كرة القدم الأميركي | الدوري الوطني لكرة القدم الأمريكيّة   | غرب     | الرابعة         | 6               | 10              | 0               | - | -               |